# Edward II của Anh
Edward II của Anh (25 tháng 4, 1284 – 21 tháng 9, 1327), còn gọi là Edward xứ Caernarfon, là Vua của Anh từ 1307 cho đến khi bị lật đổ vào tháng 1 năm 1327. Là con trai thứ tư của Edward I, Edward trở thành người kế vị sau cái chết của hoàng huynh là Alphonso. Từ năm 1300, Edward cùng phụ thân tham gia vào chiến dịch bình định Scotland, và đến năm 1306 ông được phong tước hiệp sĩ tại Đại yến Thiên nga diễn ra ở Tu viện Westminster. Edward đăng cơ năm 1307, sau khi vua cha băng hà. Năm 1308, ông kết hôn với Isabelle của Pháp và Navarra, con gái của vua Pháp Philippe IV đầy quyền lực, một phần trong kế hoạch lâu dài nhằm giái quyết những căng thẳng vương quyền giữa Anh và Pháp.
Edward có một mối quan hệ gần thân thiết gây nhiều tranh cãi với Piers Gaveston, người vào hầu trong gia đình ông từ năm 1300. Bản chất mối quan hệ giữa Edward và Gaveston không rõ ràng, có thể là bạn bè, tình nhân hoặc huynh đệ kết nghĩa. Trở thành sủng thần của Edward, Gaveston kiêu ngạo và nắm nhiều quyền lực, ông khiêu khích và gây bất mãn với các nam tước và đến cả hoàng gia Pháp, khiến Edward buộc phải lưu đày ông ta. Khi Gaveston trở về, các nam tước tạo sức ép buộc Nhà vua phải đồng ý với những cải cách sâu rộng qua việc ban bố Sắc lệnh năm 1311. Các nam tước được trao quyền trục xuất Gaveston, và Edward đáp lại bằng cách thu hồi sắc lệnh cải cách và triệu hồi sủng thần của mình. Được dẫn dắt bởi người em con chú Bá tước Lancaster (thân phụ của Edward II là Edward I, trong khi cha của Bá tước xứ Lancaster là Edmund Crouchback, em trai của Edward I), một nhóm các nam tước bắt giữ và xử tử Gaveston năm 1312, mở đầu nhiều năm đối đầu vũ trang. Lực lượng Anh bị đẩy lui ở Scotland, nơi Edward chiến bại trước Robert the Bruce trong trận Bannockburn năm 1314. Liền tiếp là nạn đói lan rộng cùng với chỉ trích đối với vương quyền Nhà vua.
Gia đình Despenser, đặc biệt là Hugh Despenser trẻ, trở thành những người bạn thân và quân sư cho Edward, nhưng vào năm 1321, Lancaster và các nam tước chiếm trang viên của nhà Despenser và ép buộc nhà vua phải lưu đày họ. Để đáp lại, Edward đã lãnh đạo chiến dịch quân sự ngắn, bắt giữ và hành quyết Lancaster. Edward và nhà Despensers tăng cường quyền lực của họ, bãi bỏ cải cách 1311, hành quyết kẻ thù của họ và tịch thu nhiều tài sản. Nhận thấy không thể chiến thắng ở Scotland, Edward cuối cùng phải ký lệnh hưu chiến với Robert. Phản đối chế độ ngày càng hà khắc, nhân dịp Isabelle được gửi đến Pháp để đàm phán hiệp ước hòa bình năm 1325, bà quay lưng lại với Edward và từ chối trở về. Isabelle lập liên minh với Roger Mortimer đang bị lưu đày, và xâm lược Anh bằng một đội quân nhỏ năm 1326. Vương quyền của Edward sụp đổ và ông đào tẩu sang xứ Wales, để rồi bị bắt vào tháng 11 cùng năm. Edward buộc phải thoái vị vua vào tháng 1 năm 1327 và truyền ngôi cho người con trai 14 tuổi, Edward III, và ông mất ở Lâu đài Berkeley ngày 21 tháng 9, rất có thể là bị các hiệp sĩ của vương triều mới ám sát.
Mối quan hệ giữa Edward và Gaveston truyền cảm hứng cho vở kịch trình diễn năm 1592 của Christopher Marlowe mang tên Edward II, cùng với các vở kịch khác, phim ảnh, tiểu thuyết và các loại hình nghệ thuật khác. Nhiều trong số này là các tác phẩm khai thác mối quan hệ đồng tính luyến ái đồn đoán của hai người đàn ông. Nhiều chỉ trích Edward từ những người đương thời về vai trò quân vương của ông, nhấn mạnh những thất bại của ông ở Scotland và những năm cuối đầy áp bức của triều đại, dù cho các học giả cuối thể kỉ XIX lập luận rằng sự tiến triển triển của các tổ chức Quốc hội trong triều đại của ông là sự chỉ dấu tích cực cho đất nước Anh mà trong thời gian dài chưa đạt được. Tranh luận tiếp tục và dai dẳng đến tận thế kỉ XXI là liệu Edward là vị vua lười nhác và thiếu năng lực, hay đơn giản chỉ là một nhà cai trị bất đắc dĩ và hoàn toàn thất bại.

## Tình hình triều chính
Edward II là con trai thứ tư của Edward I và người vợ thứ nhất, Eleanor xứ Castile. Thân phụ của ông là vua nước Anh, và cũng là người thừa kế vùng Gascony ở miền tây nam nước Pháp, điều này khiến ông phải giữ chức vụ chư hầu của Danh sách Danh sách quân chủ Pháp và quyển tể trị Ireland. Thân mẫu ông có xuất thân hoàng tộc từ Vương quốc Castile và nắm giữ Lãnh địa Bá tước Ponthieu ở miền bắc nước Pháp. Edward I đã chứng tỏ ông là một nhà lãnh đạo quân sự tài năng, ông đã chỉ huy quân đội của mình để đàn áp thành công cuộc nổi dậy của các nam tước trong thập niên 1260 và tham gia vào cuộc Thập tự chinh lần thứ chín. Trong những năm 1280, ông chinh phục Bắc Wales, tước quyền cai trị của hoàng thân bản bản xứ Wales và trong những năm 1290, ông đã can thiệp vào cuộc nội chiến ở Scotland, tuyên bố bá quyền đối với nước này. Ông được những người đương thời coi là một nhà cai trị rất thành công, khi ông thể hiện khả năng kiểm soát quyền hành rộng lớn của các bá tước trong hàng ngũ giới quý tộc Anh. Nhà sử học Michael Prestwich miêu tả Edward I là "một vị vua đáng sợ và đáng kính", trong khi John Gillingham lại cho rằng ông là một tên côn đồ hữu dụng.
Tuy gặt hái nhiều thành tựu, Edward I cũng để lại nhiều vấn đề cho hoàng đế kế vị khi ông băng hà vào năm 1307. Một trong những việc quan trọng nhất cần giải quyết đó là sự thống trị của Anh ở Scotland, nơi các chiến dịch quân sự do Edward tiến hành diễn ra từ lâu nhưng vẫn chưa tới hồi kết. Việc Edward cai trị vùng Gascony làm mâu thuẫn nảy sinh giữa ông với các vua Pháp. Các vua Pháp nhấn mạnh rằng quốc vương Anh trên cương vị chư hầu cần tỏ lòng thần phục họ, tuy nhiên ông cho rằng yêu cầu đó là một sự lăng mạ đến lòng kiêu hãnh của nhà vua và vấn đề này vẫn chưa được giải quyết triệt để. Edward I cũng đối mặt với nhiều chống đối ngày càng tăng từ các nam tước do ông đánh thuế nặng và yêu cầu cung cấp nhiều nguồn lực phục vụ chiến tranh, khiến vị vua con phải xử lý khoản nợ xấp xỉ 200.000 bảng Anh khi ông qua đời.

## Thuở thiếu thời (1284–1307)

### Lúc sinh hạ

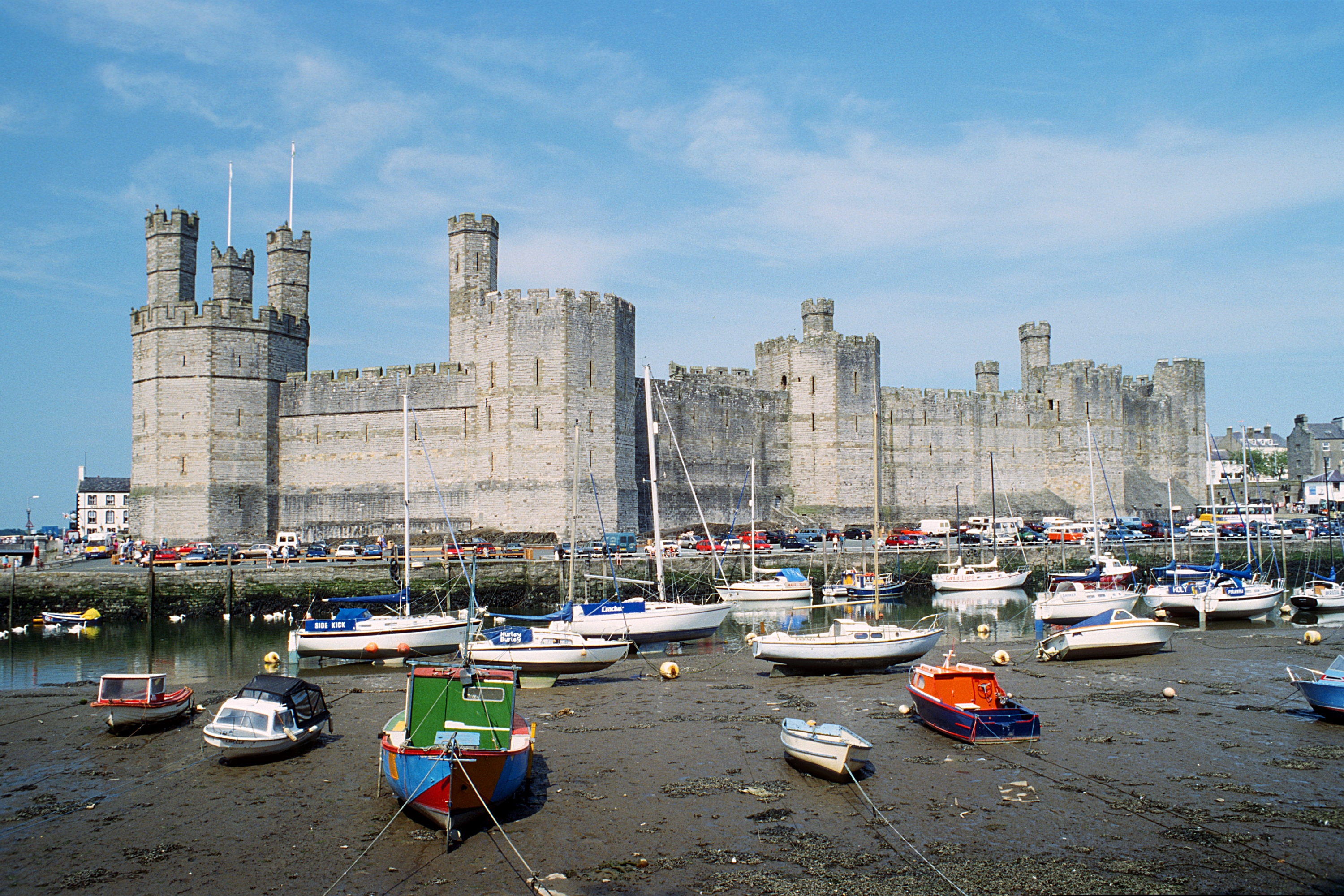
Lâu đài Caernarfon, nơi Edward được sinh ra

Edward II chào đời ngày 25 tháng 4 năm 1284 tại Lâu đài Caernarfon ở miền Bắc xứ Wales, chưa đầy một năm sau khi Edward I chinh phục miền đất này, và hệ quả là đôi khi ông được gọi là Edward xứ Caernarfon. Nhà vua có lẽ đã có chủ ý khi chọn lâu đài này làm nơi hạ sinh Edward, bởi nó là một địa điểm có tính biểu tượng quan trọng đối với người Wales bản địa, gắn liền với lịch sử đế quốc La Mã, và lâu đài Caernarfon cũng là nơi đặt vương quyền mới ở miền Bắc xứ Wales. Sự chào đời của Edward mang theo những tiên đoán mang tính trọng đại của các nhà tiên tri khi ấy, rằng Ngày tận thế sắp đến, và ông là hậu thân của Vua Arthur, người sẽ đưa nước Anh đến bục vinh quang. David Powel, một mục sư thế kỉ XVI, cho rằng hoàng tử bé, người được dâng hiến cho dân xứ Wales, "đã được sinh ra ở Wales và không nói một từ tiếng Anh nào", nhưng không có bằng chứng chứng minh lối biện luận này.
Tên Edward có xuất xứ từ tiếng Anh, liên tưởng đến Thánh người Anglo-Saxon là Edward Người Tuyên xưng Đức tin, và được lựa chọn bởi cha ông thay cho truyền thống dùng tên tiếng Norman và Castilla đã được đặt cho các anh trai của Edward: Edward có ba vị hoàng huynh: John và Henry chết trước khi Edward chào đời, và Alphonso, qua đời vào tháng 8 năm 1284, để lại cho Edward quyền kế vị ngai vàng. Mặc dù lúc mới sinh, Edward là một đứa trẻ tương đối khỏe mạnh, vẫn có những mối lo ngại trong những năm đầu đời của ông rằng ông có thể chết yểu khiến vương triều cha ông không có hoàng nam kế vị. Sau khi sinh ra, Edward được một nhũ mẫu có tên Mariota hoặc Mary Maunsel chăm sóc trong vài tháng trước khi bà ta phát bệnh, và Alice de Leygrave trở thành dưỡng mẫu của ông. Ông có thể hoàn toàn không biết mặt người mẹ ruột Leonor đã ở Gascony với cha ông trong những năm đầu đời của ông. Một cung điện mới được hoàn thành với đội ngũ gia nhân dưới sự chỉ huy của mục sư Giles xứ Oudenarde được dùng làm nơi cư ngụ cho hoàng tử bé.

### Thời niên thiếu, cá tính và ngoại dạng

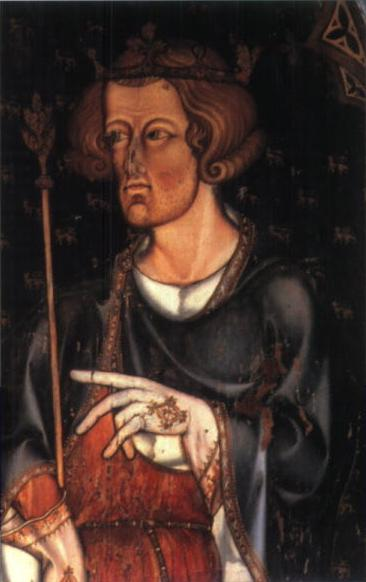
Bức chân dung được trưng bày ở Tu viện Westminster, được cho là của phụ thân Edward, Edward I

Edward lớn lên, các chi tiêu trong tư thất của Edward cũng tăng theo, năm 1293 William xứ Blyborough trở thành quản gia của Edward. Edward có thể đã tiếp nhận nền giáo dục Công giáo từ các tu sĩ dòng Đa Minh, những người được thân mẫu ông mời đến vào năm 1290. Ông được giao một người hầu của bà nội, Guy Ferre, làm quân sư cho riêng ông, với trách nhiệm rèn luyện, huấn luyện cưỡi ngựa và kỹ năng quân sự cho Edward. Trình độ văn hóa của Edward vẫn còn là dấu chấm hỏi; không có nhiều tài liệu chứng minh cho khả năng đọc và viết của ông, tuy rằng mẫu thân ông đã từng chua chát khi nói những người con khác của bà đều được giáo dục tốt, và rằng Ferre là một nhà thông thái trong thời kỳ đó. Edward chủ yếu nói tiếng Pháp Anglo-Norman trong đời sống hàng ngày, và một ít tiếng Anh và có thể là tiếng La Tinh.
Edward hưởng sự giáo huấn bình thường đối với một thành viên hoàng tộc. Hoàng tử thích thú với ngựa và nhân giống ngựa, và thực sự là một tay cưỡi ngựa giỏi; ông cũng thích chó, đặc biệt là giống Greyhound. Trong những bức thư của mình, ông đùa về việc gửi những vật nuôi không làm ông hài lòng tới bạn bè ông, như những con ngựa không thích cho người ta cưỡi, những con chó săn lười biếng bắt thỏ chậm chạp. Ông không có mối quan tâm đặc biệt gì đến săn thú hay nuôi chim săn mồi, những thú vui phổ biến trong thế kỷ XIV. Ông thích âm nhạc, gồm nhạc Wales và đàn crwth mới vừa được phát minh, và phong cầm. Edward không tham gia đấu thương, có thể do ông không có năng khiếu hoặc là tại ông không được phép tham gia để đảm bảo an toàn, nhưng ông ủng hộ nhiệt thành cho môn thể thao này.
Edward trưởng thành cao lớn, vạm vỡ, khôi ngô, tuấn tú trong mắt người thời đó. Ông có tiếng là một diễn giả đầy thuyết phục và đối đãi hào phóng với gia nhân. Ông yêu thích chèo thuyền, cũng như vượt rào và đào hào, và tiếp xúc với giới lao động và những người thuộc các tầng lớp thấp trong xã hội. Cung cách này bị coi là không bình thường đối với giới quý tộc vào lúc đó và nhận nhiều sự chỉ trích từ công chúng đương thời.
Năm 1290, phụ thân của Edward kí vào Hiệp ước Birgham, khẳng định hôn sự con trai sáu tuổi của ông và Margaret của Na Uy, người có khả năng bước lên ngai vàng Scotland. Kế hoạch tan vỡ khi Margaret tạ thế cùng năm. Mẫu thân của Edward, Eleanor, chết không lâu sau đó, rồi đến bà của ông, Eleanor xứ Provence. Edward I đau đớn vì sự ra đi của người vợ, tang sự của bà được vua Edward I tổ chức trọng thể, con trai ông được thừa hưởng Lãnh địa Ponthieu của Eleanor sau cái chết của bà. Tiếp đó, hôn ước với Pháp được chuẩn bị cho cậu trẻ Edward, để giúp duy trì nền hòa bình lâu dài giữa Anh với Pháp, nhưng chiến sự đã nổ ra năm 1294. Kế hoạch bị thay đổi, Edward trẻ được dàn xếp hôn nhân với ái nữ của Bá tước Flanders, nhưng bị Vua Philippe IV của Pháp ngăn chặn.

### Những chiến dịch ban đầu ở Scotland

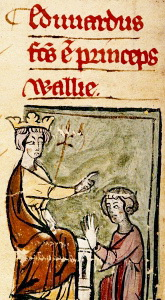
Miêu tả vào thế kỉ XIV, Edward I (bên trái) tuyên bố con trai ông Edward (bên phải) là Thân vương xứ Wales

Từ 1297 đến 1298, Edward làm nhiếp chính ở Anh trong khi Nhà vua tham gia chiến dịch Flanders chống lại Philippe IV, người đã chiếm đóng một phần các lãnh địa của vua Anh ở Gascony. Sau chuyến trở về, Edward I ký hiệp định hòa bình, theo đó ông cưới em gái của Philippe, Margaret, làm vợ và tán thành rằng hoàng tử Edward sẽ hứa hôn với con gái của Philippe, Isabelle, lúc đó mới có 2 tuổi. Theo lý thuyết, cuộc hôn nhân này có nghĩa là công quốc đang bị tranh chấp Gascony sẽ được thừa hưởng bởi một hậu duệ của cả Edward và Philippe, mở ra một con đường kết thúc cho những căng thẳng lâu năm. Cậu bé Edward dường như có quan hệ tốt đẹp với mẹ kế, người sinh ra hai em trai của ông, Thomas xứ Brotherton và Edmund xứ Woodstock, năm 1300 và 1301. Là quốc vương, Edward về sau đã trao tặng cho các em trai sự hỗ trợ về tài chính và các chức danh.
Edward I trở lại Scotland một lần nữa vào năm 1300, và lần này ông đem con trai đi theo, khiến cho Edward trở thành chỉ huy hậu quân trong cuộc bao vây Caerlaverock. Mùa xuân năm 1301, Nhà vua tuyên bố Edward là Thân vương xứ Wales, cấp cho ông Lãnh địa Bá tước Chester và những vùng đất trên khắp Bắc Wales; dường như Nhà vua hi vọng rằng điều này sẽ giúp bình định vùng đất kia, và sẽ cung cấp cho con trai ông sự độc lập về tài chính. Edward nhận sự thần phục từ các thần dân Wales và sau đó cùng phụ thân tham gia chiến dịch năm 1301, ông dẫn một đội quân 300 binh sĩ miền bắc và chiếm giữ Lâu đài Turnberry. Hoàng tử Edward cũng tham gia chiến dịch năm 1303 tại đó ông bao vây Lâu đài Brechin, triển khai cuộc bao vây thành công. Mùa xuân năm 1304, Edward tiến hành đàm phán với những nhà lãnh đạo cuộc nổi dậy tại Scotland trên danh nghĩa của Nhà vua, và thất bại, ông lại cùng phụ thân tham gia chiến dịch bao vây Lâu đài Stirling.
Năm 1305, Edward và cha ông đã cãi nhau, có thể là do vấn đề tiền bạc. Hoàng tử có một cuộc ẩu đả với Giám mục Walter Langton, người làm thủ quỹ của hoàng gia, rõ ràng là do sự trợ cấp tài chính mà Edward đã nhận từ Quốc vương. Edward I bảo vệ thủ quỹ của ông ta, và tống cổ con trai cùng những người ủng hộ khỏi triều đình, cắt viện trợ tài chính của họ. Sau một vài cuộc đàm phán được các thành viên trong gia đình và bạn bè dàn xếp, hai người đã làm hòa với nhau.
Cuộc xung đột ở Scotland bùng lên một năm nữa năm 1306, khi Robert the Bruce giết chết đối thủ của ông ta John Comyn và tự xưng là Vua của người Scot. Edward I đã huy động một lực lượng quân viễn chinh mới, nhưng quyết định rằng thời gian này con trai ông sẽ đảm nhận cuộc chinh phạt. Hoàng tử Edward được tiến phong Quận công Aquitaine và sau đó, cùng với nhiều thanh niên khác, ông được phong hàm hiệp sĩ trong một buổi lễ xa hoa tại Tu viện Westminster gọi là Lễ Thiên Nga. Giữa một bữa tiệc lớn trong hội trường, gợi nhớ đến truyền thuyết vua Authur và các sự kiện thập tự chinh, và tuyên thệ sẽ đánh bại Bruce. Không rõ về vai trò của lực lượng Hoàng tử Edward trong chuyến dịch vào mùa hạ, trong đó, theo lệnh của Edward I, đã có một sự trừng phạt, sự trả thù khủng khiếp đối với phe của Bruce ở Scotland. Edward trở lại Anh vào tháng 9, nơi các cuộc đàm phán về ngày cưới của ông với Isabelle tiếp tục.

### Piers Gaveston và giới tính

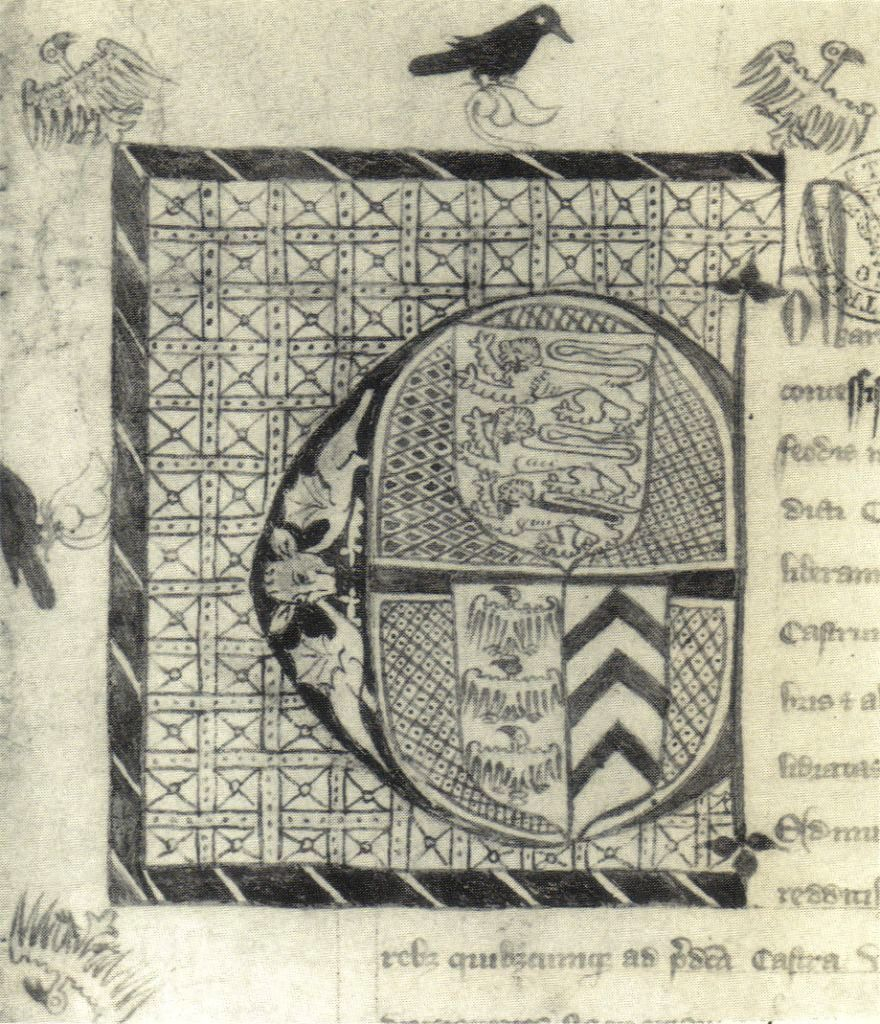
Bản tắc của chỉ dụ phong tặng Piers Gaveston lãnh địa bá tước Cornwall

Trong thời gian đó, Edward trở nên thân thiết với Piers Gaveston. Gaveston là con trai của một hiệp sĩ trong gia trang của Nhà vua có đất phong giáp với Gascony, và tự ông bước vào gia trang của Hoàng tử Edward vào năm 1300, có thể do hướng dẫn của Edward I. Hai người trở nên gần gũi hơn; Gaveston trở thành một địa chủ và sớm trở thành một người bạn thân thiết với Edward, trước khi được nhà vua tấn phong tước Hiệp sĩ trong Lễ Thiên nga năm 1306. Sau đó, nhà vua đuổi Gaveston ddeens Gascony năm 1307 mà không rõ lý do. Theo như một quyển lịch sử biên niên, Edward đề nghị phụ thân cho phép ông trao lãnh địa bá tước Ponthieu cho Gaveston, và Nhà vua đáp lại một cách giận dữ, đánh đập và giật tóc con trai mình, trước khi đưa Gaveston đi lưu đày. Biên bản của vụ việc được triều đình ghi chép rõ ràng, tuy nhiên, lúc đó Gaveston chỉ tạm thời bị lưu vong, được cung cấp một khoản thu nhập nhàn nhã; không có lý do gì được đưa ra cho mệnh lệnh này, được cho rằng đây có thể là một hành động trừng phạt hoàng tử theo một cách nào đó.
Khả năng Edward có quan hệ kê gian với Gaveston hoặc những kẻ sủng thần sau này đã được các nhà sử học tranh luận rộng rãi, và rất phức tạp bởi những bằng chứng xác định về mối quan hệ chi tiết thực sự còn khá ít ỏi. Giáo hội Anh vào thế kỷ XIV lên án quyết liệt về việc đồng tính luyến ái, coi nó như dị giáo, nhưng quan hệ tình dục với một người đàn ông khác không nhất thiết được xác định như cách xác định tương đương trong thế kỷ thứ XXI. Cả Edward và Gaveston đều có quan hệ với vợ họ, và đều có con; Edward cũng có một đứa con ngoại hôn, và có thể đã có cuộc tình với cô cháu gái, Eleanor de Clare.
Những bằng chứng hiện nay ủng hộ quan hệ đồng tính giữa họ xuất phát từ một biên niên sử những năm 1320 mô tả cách mà Edward "cảm thấy như tình yêu" dành cho Gaveston, rằng "ông dính dáng vào một giao ước không thay đổi, và ràng buộc chính ông với ông ta trước tất cả những người khác với một tình yêu bất khả phân li, vững bền quyến rũ và buộc chặt bằng một mối ràng". Những gợi ý cụ thể đầu tiên rằng Edward có quan hệ với đàn ông được ghi nhận vào năm 1334 khi Adam Orleton, Giám mục Winchester, bị buộc tội vào năm 1326 đã ghi là Edward là một "người kê gian", mặc dù Orleton tự bào chữa bằng cách nói rằng ý của ông là cố vấn của Edward, Hugh Despenser trẻ, là người kê gian, chứ không phải là vị vua quá cố. Meaux Chronicle từ những năm 1390 chỉ ghi đơn giản rằng Edward tự ông có "quá nhiều hành vi kê gian."
Ngoài ra, Edward và Gaveston có thể chỉ là hai người bạn thân thiết. Biên niên sử đương thời chép những bình luận khá mơ hồ; cáo buộc của Orleton xuất phát một phần từ lý cho chánh trị, và rất giống với những cáo buộc kê gian nhắm vào Giáo hoàng Boniface VIII và Hiệp sĩ Templar tương ứng vào các năm 1303 và 1308. Những giải thích sau này bởi nhà biên niên sử trong những hành động của Edward có thể là sao lại những cáo buộc ban đầu của Orleton, và chắc chắn bị ảnh hưởng bởi những sự kiện chính trị vào cuối thời Edward. Các sử gia như Michael Prestwich và Seymour Phillips đã lập luận rằng bản chất công khai trong triều đình hoàng gia Anh sẽ khó có thể làm cho những hành vi đồng tính được giữ kín đáo, không chỉ giáo hội đường thời, cha và cha vợ của Edward dường như cũng có những ý kiến chống đối những hành vi tình dục của Edward.
Một giả thuyết gấn đây hơn, bởi nhà sử gia Pierre Chaplais đề xuất, cho rằng Edward và Gaveston có mối quan hệ anh em kết nghĩa. Thực hiện hiệp ước kết nghĩa anh em, theo đó những người tham gia nó cam kết sẽ gắn bó với nhau như "tình anh em thực sự" có thể không được ai biết trong số những người bạn nam với nhau thời Trung Cổ. Nhiều biên niên sử miêu tả quan hệ của Edward và Gaveston như anh em, và những chú thích dứt khoát rằng Edward coi Gaveston là người anh nuôi của ông. Chaplais lập luận răng hai người này có thể đã có một thỏa thuận chính thức trong năm 1300 hoặc 1301, và họ lập ra những lời luyên thệ và về sau, họ bị chia cắt hoặc rời nhau vì bị ép buộc, và vì thế không có hiệu lực. Đó là một tuyên thệ, tuy nhiên, không loại trừ quan hệ của họ có thiên hướng tình dục.

## Thời kì đầu (1307–11)

### Đăng quang và hôn nhân

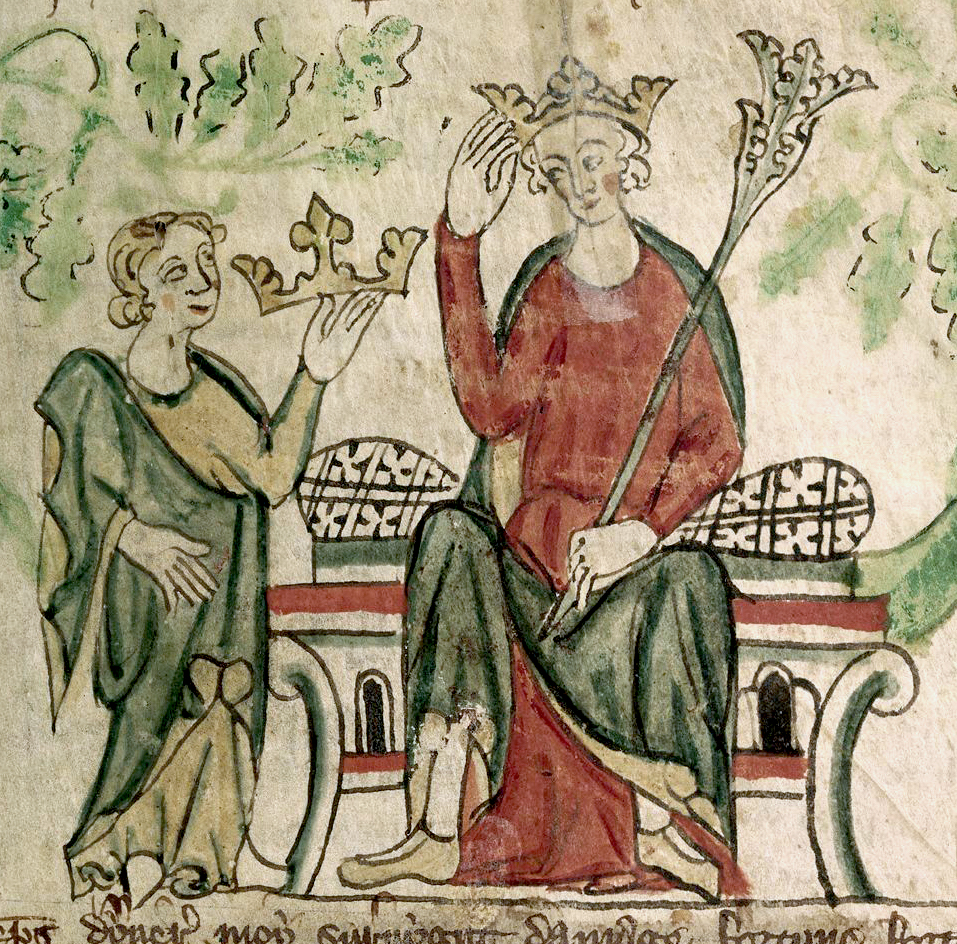
Edward II nhận vương miện nước Anh

Edward I đã huy động một đội quân khác tham gia chiến dịch ở Scotland năm 1307, trong lần đó hoàng tử Edward tham gia chiến dịch mùa hạ, nhưng Edward I đã già và ngày càng yếu đi và đã qua đời ngày 7 tháng 7 tại Burgh by Sands. Edward khởi hành từ London ngay sau khi tin tức đến tai ông, và ngày 20 tháng 7 ông đã tuyên bố là một quốc vương. Ông tiếp tục chinh phạt Scotland và ngày 4 tháng 8 ông được những người Scotland ủng hộ hoàng gia tuyên thệ xưng thần tại Dumfries, trước khi ông chấm dứt chiến dịch và trở về phía nam. Edward ngay lập tức triệu hồi Piers Gaveston, người đang bị lưu đày, và tấn phong anh ta làm Bá tước Cornwall, trước khi sắp xếp hôn sự của anh ta với một phụ nữ giàu cóm Margaret de Clare. Edward cũng bắt giữ kẻ cựu thù là Giám mục Langton, và cách chức thủ quỹ của ông ta. Di thể của Edward I được quàn tại Waltham Abbey trong nhiều tháng trước khi được đưa đi an táng ở Westminster, tại đây Edward cho xây dựng một ngôi mộ đơn giản bằng đá cẩm thạch cho thân phụ.
Năm 1308, hôn sự của Edward và Isabelle của Pháp và Navarra được tiến hành. Edward qua eo biển Anh đến Pháp và tháng 1, để lại Gaveston làm custos regni nắm quyền nhiếp chính trong vương quốc khi ông vắng mặt. Sự sắp xếp này là bất bình thường, và dính dáng đến những quyền hạn chưa từng thấy dành cho Gaveston, ông ta được trao một vật đặc biệt Đại Ấn tín. Edward hi vọng rằng cuộc hôn nhân sẽ gia tăng thế lực của ông tại Gascony và mang lại cho ông những khoản tiền ông cần. Tuy nhiên, những thỏa thuận sau cùng, chứng kiến quá nhiều thử thách: Edward và Philippe IV không ưa nhau, và Nhà vua của người Pháp mặc cả về lượng của hồi môn của Isabelle và những chi tiết về việc quản lý đất đai của Edward ở nước Pháp. Như một phần của thỏa thuận, Edward làm lễ phiên thần với Philippe đổi lại Công quốc Aquitaine và đồng ý hoàn thành việc thực thi Hiệp ước Paris, 1303.
Hai người kết hôn ở Boulogne ngày 25 tháng 1. Edward tặng cho Isabelle một sách thánh thi làm quà cưới, và cha bà cho bà những món quà trị giá tổng cộng hơn 21,000 livre và một mảnh bội tinh thực. Họ trở về Anh quốc vào tháng 2, nơi Edward hạ lệnh trùng tu một cách hoang phí cho Cung điện Westminster để tổ chức lễ đăng qua và đám cưới của họ, đủ bàn đá cẩm thạnh, 40 cái lò và một cái vòi phun rượu vang và ớt Gia-mai-ca, một thức uống gia vị thời Trung Cổ. Sau một số chậm trễ, buổi lễ diễn ra ngày 25 tháng 2, dưới sự chủ trì của Robert Winchelsey, Tổng Giám mục Canterbury. Như một phần của lễ đăng quang, Edward đã thề sẽ suy trì "những điều luật hợp pháp và phong tục mà người dân của vương quốc đã lựa chọn". Không chắc chắn về nghĩa của những lời này: nó có thể là những dự định nhằm buộc Edward chấp nhận những điều luật trong tương lai, cũng có thể nó được đưa ra để việc ngăn chặn việc nếu trong tương lại ông đảo lộn bất cứ thề nguyện nào mà ông từng thề, hoặc cũng có thể là một nỗ lực của Nhà vua nhằm lấy lòng các nam tước. Sự kiện bị phá hỏng bởi đám đông lớn quần chúng đang háo hức đổ xô vào cung điện, làm đổ một bức tường và buộc Edward phải chạy trốn bằng cửa sau.
Isabelle chỉ mới 12 tuổi vào lúc bà thành hôn, khá trẻ so với tiêu chuẩn của thời này, và Edward có thể đã có quan hệ tình cảm với các tình nhân trong những năm đầu hôn nhân của họ. Trong thời gian đó Edward cũng có một đứa con ngoại hôn, Adam, ông ta chào đời sớm nhất là vào năm 1307. Vương trưởng tử của Edward và Isabelle, tương lai là vua Edward III, chào đời năm 1312 trong một buổi lễ kỉ niệm lớn, và ba người con tiếp theo thứ tự là: John năm 1316, Eleanor năm 1318 và Joan năm 1321.

### Sức ép lên Gaveston

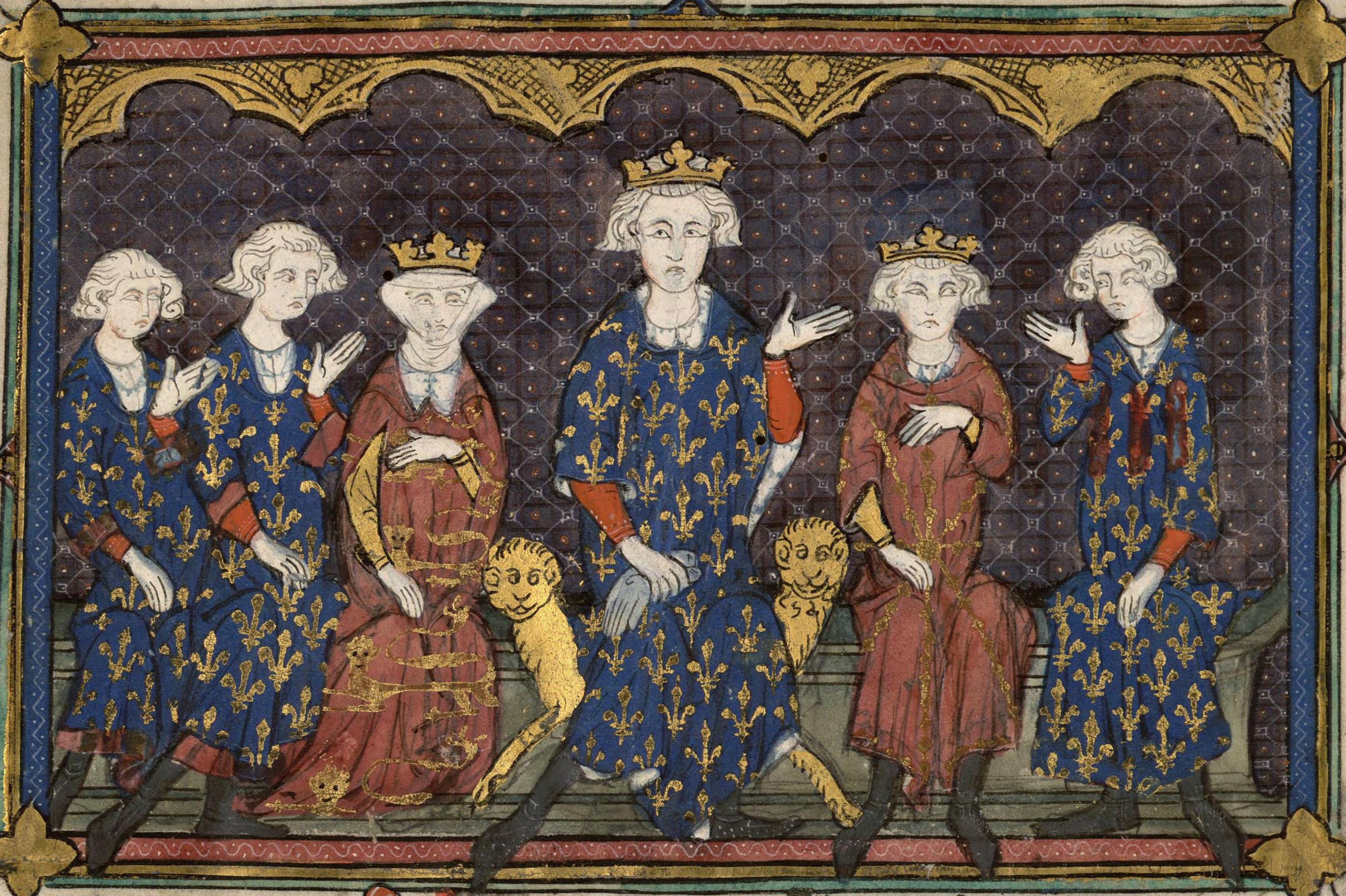
Isabelle của Pháp và Navarra, thứ ba từ trái sang, cùng cha bà, Philippe IV của Pháp, chính giữa

Gaveston trở về từ nơi bị tù đày vào năm 1307 khi được các nam tước đồng ý, nhưng nhiều sự chống đối đã nhanh chóng xuất hiện. Ông ta xuất hiện và đã tạo ra nhiều ảnh hưởng lên chính sách của hoàng gia, dẫn tới những lời than phiền trong một biên niên sử "hai vị vua cai trị một vương quốc, một người trên danh nghĩa và người kia trong những hành vi". Những lời buộc tội, có thể chưa đúng sự thực, đã được gán cho Gaveston rằng ông đã đánh cắp tiền của hoàng gia và những món quà cưới của Isabelle. Gaveston có một vai trò quan trọng trong lễ đăng quang của Edward, làm bùng lên sự giận dữ của cả người Anh và người Pháp về việc ưu tiên những lễ nghi và trang phục lộng lẫy cho một bá tước, và về sự ưu ái lộ liễu của Edward dành cho Gaveston còn hơn cả dành cho Isabelle tại bữa tiệc.
Nghị viện họp vào tháng 2 năm 1308 trong bầu không khí căng thẳng. Edward háo hức thảo luận về khả năng cải cách chính quyền, nhưng các nam tước không sẵn lòng bắt đầu những cuộc tranh luận như vậy cho đến sau khi vấn đề liên quan tới Gaveston được giải quyết. Nguy cơ bạo lực xuất hiện, nhưng tình hình được giải quyết thông qua trung gian Henry de Lacy, Bá tước Lincoln, người thuyết phục được các nam tước lùi một bước. Nghị viện mới được lập vào tháng 4, nơi các nam tước một lần nữa chỉ Gaveston, đòi lưu đày anh ta, lần này họ nhận được ủng hộ từ Isabelle và quốc vương nước Pháp. Edward đã phản đối, nhưng cuối cùng bằng lòng, đồng ý gửi Gaveston đến Aquitaine, dưới sự đe dọa rút phép thông công của Tổng Giám mục Canterbury. Vào giờ chót, Edward thay đổi ý định và gửi Gaveston đến Dublin, bổ nhiệm ông ta làm Trung úy Ireland.
Edward triệu tập một chiến dịch quân sự mới chinh phạt Scotland, nhưng ý kiến này bị bác bỏ trong lặng lẽ, và thay vào đó Nhà vua cùng các nam tước họp vào tháng 8, 1308 để thảo luận cải cách. Phía sau hậu trường, Edward bắt đầu đàm phán nhằm thuyết phục Giáo hoàng Clement V và Philippe IV cho phép Gaveston trở về Anh, để đổi lại việc ông sẽ ngăn chặn các hiệp sĩ dòng Đền ở Anh, và phóng thích Giám mục Langton khỏi nhà lao. Edward kêu gọi một cuộc họp mới của các thành viên Giáo hội và các quý tộc lớn vào tháng 1 năm 1309, và các bá tước hàng đầu tụ họp vào tháng 3 và tháng 4, có thể là dưới sự lãnh đạo của Thomas, Bá tước Lancaster. Một nghị viện khác theo sau đó, từ chối không cho Gaveston trở về Anh, nhưng đồng ý cấp cho Edward những thứ thuế bổ sung nếu ông đồng tình với chương trình cải cách.
Edward gửi những đảm bảo đến đức Giáo hoàng rằng những cuộc xung đột về vai trò của Gaveston đã kết thúc rồi. Dựa trên những lời hứa, và mối quan tâm về việc những thủ tục được thực hiện như thế nào, đức Giáo hoàng đồng ý bỏ lời đe dọa của Tổng giám mục là rút phép thông công của Gaveston, mở ra khả năng trở về của ông này. Gaveston trở lại Anh vào tháng 6, và ông gặp Edward. Trong phiên họp Quốc hội tháng sau, Edward tuyên bố một loạt các nhượng bộ để xoa dịu những người chống đối Gaveston, bao gồm cả đồng ý giới hạn quyền hành của tổng quản và thống chế của gia đình hoàng gia, để điều hòa sự mất tín nhiệm của ngôi vua đối với người dân và tiếp đó là hủy bỏ những diều luật hải quan mới được ban hành; đổi lại, Nghị viện đồng ý thu các loại thuế mới cho cuộc chiến tranh ở Scotland. Ít nhất, trong tạm thời, Edward và các nam tước có vẻ như đã đi đến một thỏa thuận thành công.

### Pháp lệnh năm 1311
Sau khi quay trở lại, quan hệ giữa Gaveston với các nam tước đứng đuầ trở nên căng thẳng hơn. Ông ta bị coi là kiêu ngạo và ông đã nhắc đến các bá tước một cách xúc phạm, bao gồm cả cách gọi một trong số những thành viên có quyền lực là "con chó xứ Warwick". Bá tước Lancaster và những kẻ thù của Gaveston từ chối tham dự hội Nghị viện năm 1310 vì Gaveston có mặt ở đó. Edward phải đối mặt với những vấn đề tài chính, còn nợ địa chủ Frescobaldi ở Italia 22 000 bảng, và đối mặt với các cuộc biểu tình về việc ông sử dụng quyền lực của ông như đòn bẩy để có được nguồn cung cấp cho cuộc chiến ở Scotland. Những nỗ lực của ông nhằm xây dựng một đội quân thường trực ở Scotland sụp đổ và các bá tước đình chỉ thu các loại thuế mới.
Nhà vua và Nghị viện họp một lần nữa vào tháng 2 năm 1310, và những cuộc thảo luận về chính sách ở Scotland được thay thế bằng các cuộc tranh luận về những vấn đề trong nước. Edward được kiến nghị phải bãi chức cố vấn của Gaveston và thay vào đó làm theo lời khuyên của 21 nam tước sẽ được bầu cử ra, gọi là Ordainers, thực hiện những cải cách sâu rộng đối với cả chính phủ và gia đình hoàng gia. Dưới áp lực rất lớn, Edward đồng ý với đề xuất này và Ordainers được bầu ra, có sự phân chia đồng đều giữa những người cải cách và những người bảo thủ. Trong khi những người Ordainers bắt đầu kế hoạch cải cách của họ, Edward và Gaveston dẫn một đội quân mới của họ gồm 4,700 người đến Scotland, nơi mà tình hình quân sự tiếp tục xấu đi. Robert the Bruce từ chối tham chiến và chiến dịch tiến triển không có hiệu quả qua mùa đông cho đến khi quân nhu và tài chính cạn kiệt năm 1311, buộc Edward trở về miền nam.
Đến lúc này Ordainers đã phác họa kế hoạch pháp lệnh của họ và Edward có không có nhiều sự lựa chọn và chấp nhận nó vào tháng 10. Pháp lệnh 1311 có những điều khoản giới hạn quyền lực của Nhà vua khi gây chiến tranh và phong đất nếu không có sự đồng ý của Nghị viện, đem đến cho Nghị viện quyền kiểm soát chính quyền của hoàng gia, bãi bỏ hệ thống đòn bẩy không bao gồm nhà cái Frescobaldi, và ban hành một hệ thống giám sát việc tuân thủ pháp lệnh. Thêm vào đó, Pháp lệnh một lần nữa lưu đày Gaveston once again, lần này có thêm những chỉ dẫn rằng ông ta không được phép sống ở bất cứ nơi nào bên trong các lãnh địa của Edward, gồm cả Gascony và Ireland, và tước hết các danh hiệu của ông. Edward rút về những bất động sản của ông, Windsor và Kings Langley; Gaveston rời Anh quốc, có thể là đến phía bắc nước Pháp hay Flanders.

## Thời kì giữa (1311 – 1321)

### Cái chết của Gaveston
Quan hệ giữa Edward và các nam tước vẫn rất căng thẳng. Các bá tước chống đối việc ông giữ lại quân đội của họ vốn được huy động chiến tranh vào cuối năm 1311. Lúc này Edward trở nên lạnh nhạt với em họ của ông, Bá tước Lancaster, người cai trị Lãnh thổ bá tước Lancaster, Leicester, Lincoln, Salisbury và Derby, với thu nhập khoảng 11 000 bảng mỗi năm từ những vùng đất của mình, gần gấp đôi so với nam tước giàu thứ hai. Được các bá tước Arundel, Gloucester, Hereford, Pembroke và Warwick ủng hộ, Lancaster dẫn đầu một phe phái sừng sỏ ở Anh, nhưng ông không quan tâm đến chính quyền thực tế, ông cũng không phải là một chính trị gia sáng tạo và có năng lực.
Edward đáp lại mối đe dọa của các nam tước bằng cách hủy bỏ Pháp lệnh và triệu tập Gaveston trở về Anh, yết kiến Nhà vua tại York vào tháng 1 năm 1312. Các nam tước giận dữ và họp với nhau ở London, nơi Gaveston bị Tổng Giám mục Canterbury rút phép thông công và một kế hoạch bắt giữ Gaveston cũng như ngăn chặn ông ta chạy tới Scotland được đặt ra. Edward, Isabelle và Gaveston rời khỏi Newcastle, bị Lancaster và phe cánh của ông ta truy đuổi. Vứt bỏ nhiều đồ đạc của mình, phe hoàng gia bỏ chạy bằng đường tàu và cập bến tại Scarborough, nơi Gaveston ở lại đó trong khi Edward và Isabelle trở về York. Sau một cuộc bao vây ngắn hạn, Gaveston đầu hàng các bá tước Pembroke và Surrey, với lời hứa là ông ta sẽ không bị tổn hại. Ông ta có một rương chứa đầy vàng, bạc và đá quý, có thể một phần trong số đó lấy từ kho bạc của hoàng gia, vì thế về sau ông bị Edward buộc tội ăn cắp.
Trên đường trở về ở miền bắc, Pembroke dừng chân tại ngôi làng Deddington ở Midlands, để lại Gaveston đang được bảo vệ ở đó trong khi ông ta ghé thăm vợ của mình. Bá tước Warwick chớp lấy cơ hội có thể khống chế được Gaveston, dẫn ông ta tới Lâu đài Warwick, nơi Lancaster và những người còn lại tập hợp vào ngày 18 tháng 6. Trong một phiên tòa diễn ra gấp rút, Gaveston bị tuyên bố là phạm tội phản loạn theo như các điều khoản của Pháp lệnh; và bị xử tử tại Blacklow Hill ngay ngày hôm sau, dưới sự giám sát của Bá tước Lancaster. Thi thể của Gaveston đến năm 1315 mới được an táng. Tang lễ được tổ chức ở Tu viện của vua Langley.

### Mâu thuẫn với Lancaster và nước Pháp

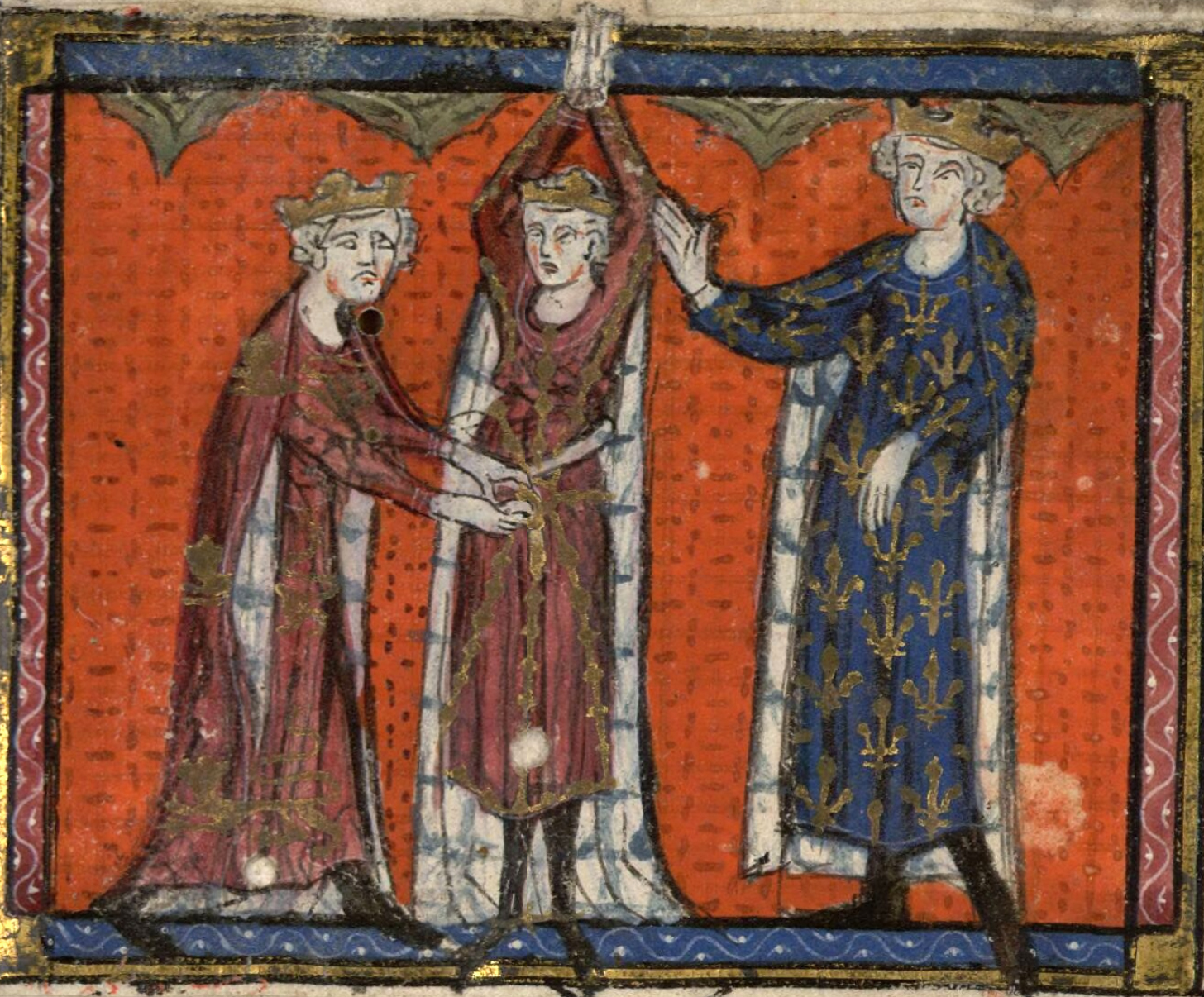
Edward (bên trái) và Philippe IV tại lễ phong hiệp sĩ ở Notre Dame, 1313

Những phản ứng sau cái chết của Gaveston đã thay đổi đáng kể. Edward rất tức giận và đau buồn sâu sắc vì thứ mà ông cảm thấy như là vụ mưu hại Gaveston; ông thiện đãi gia đình của Gaveston, và dự định trả thù các nam tước tham gia vào vụ này. Bá tước Pembroke và Surrey đều hổ thẹn và giận dữ với hành động của Warwick, và kết quả là họ chuyển sang ủng hộ Edward. Đối với Lancaster và những người cốt lõi ủng hộ ông ta, vụ hành quyết là hợp pháp và cần thiết cho sự ổn định của vương quốc. Khả năng nội chiến một lần nữa xuất hiện, nhưng vào tháng 12, Bá tước Pembroke tiến hành đàm phán về một hiệp định hòa bình giữa hai bên, theo đó sẽ tha thứ cho các nam tước đối lập về vụ giết Gaveston, đổi lại đó là sự ủng hộ của họ cho một chiến dịch mới ở Scotland. Lancaster và Warwick, tuy nhiên, đã không thống nhất về các điều khoản của hiệp ước, và cuộc đàm phán vẫn tiếp tục trong hầu hết năm 1313.
Trong khi đó, Bá tước Pembroke cũng đã đàm phán với Pháp để giải quyết những tranh cãi lâu dài về sự quản trị Gascony, và một phần trong sự kiện đó, Edward và Isabelle đồng ý đến Paris vào tháng 6 năm 1313 để gặp vua Philippe IV. Edward đã hi vọng vừa giải quyết được những vấn đề ở miền nam Pháp và tranh thủ sự ủng hộ của Philippe trong vụ tranh chấp với các nam tước; về Philip đó là một cơ hội để chứng tỏ quyền lực và sự giàu có của ông trước mặt con rể. Đó là một chuyến thăm thu hút nhiều sự chú ý, bao gồm cả một đại lễ mà hai vị vua đã phong hiệp sĩ cho các con trai của Philippe và hơn 200 người khác tại Notre Dame, dự một buổi tiệc lớn dọc bờ sông Seine, và một tuyên bố công khai rằng hai vua và hoàng hậu của họ sẽ tham gia vào một cuộc viễn chinh đến Levant. Philippe đã tỏ ra nhân nhượng trong vấn đề Gascony, và sự kiện này chỉ bị trắc trở do một trận hỏa hoạn nghiêm trọng tại nơi đóng quân của Edward.
Trong chuyến trở về từ nước Pháp, Edward nhận thấy địa vị chính trị của ông đã được tăng cường đáng kể. Sau các cuộc đàm phán căng thẳng, các bá tước, bao gồm Lancaster và Warwick, đi đến một thỏa hiệp vào tháng 10 năm 1313, cơ bản là rất giống với bản dự luật thỏa thuận vào tháng 12 năm trước. Tài chính của Edward được cải thiện, nhờ vào việc Nghị viện đồng ý tăng thuế, một khoản vay 160,000 florin (25,000 bảng) từ đức Giáo hoàng, 33,000 bảng ông mượn của Philippe, và các khoản vay mượn thêm bởi giám đốc ngân hàng mới của Edward ở Italia, Antonio Pessagno. Lần đầu tiên trong triều đại của mình, ngân quỹ của Edward ở trong tình trạng ổn định.

### Trận Bannockburn

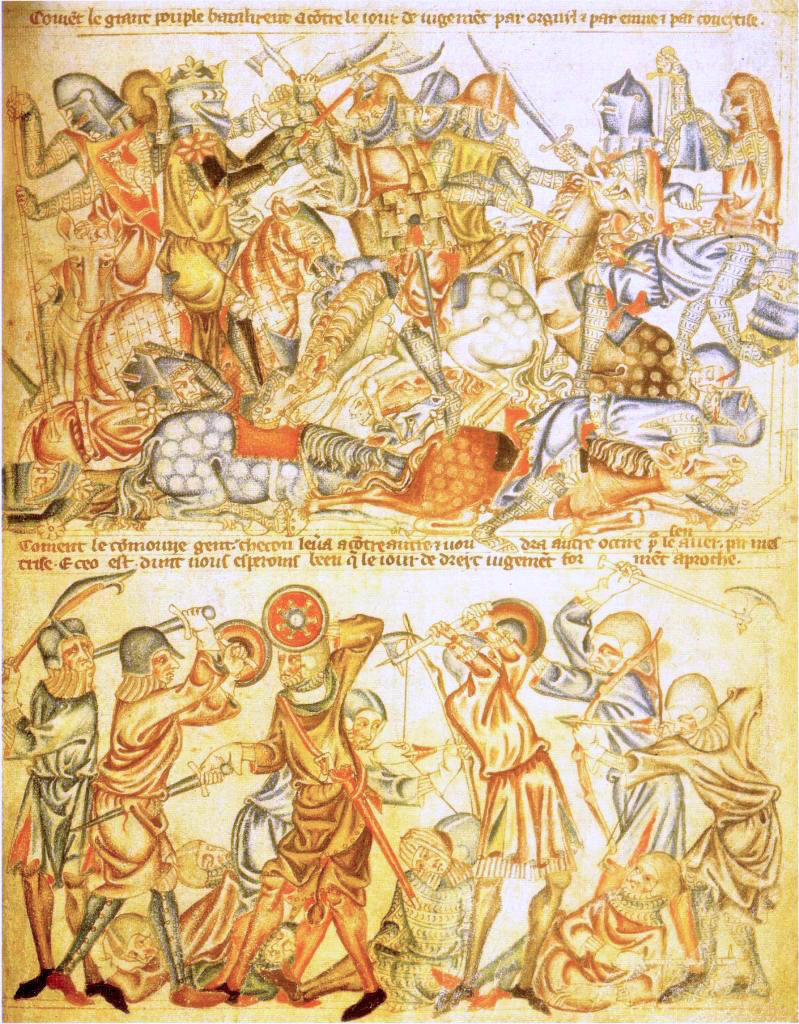
Miêu tả lại trận Bannockburn năm 1314 từ Holkham Bible

Năm 1314, Robert the Bruce chiếm lại gần hết các lâu đài ở Scotland đã từng bị Edward chiếm cứ, và cố gắng cử những nhóm quân tiến vào những vùng đất nằm sâu vào miền bắc nước Anh như Carlisle. Đáp lại, Edward lên kế hoạch cho một chiến dịch quân sự với sự ủng hộ của Lancaster và các nam tước, tập trung một đội quân lớn khoảng từ 15,000 đến 20,000 quân khỏe mạnh. Trong khi đó, Robert vây hãm lâu đài Stirling, một thành trì then chốt của Scotland; viên chỉ huy người Anh tuyên bố rằng nếu Edward không đến trước ngày 24 tháng 6, ông ta sẽ đầu hàng. Những tin tức này đến tai Nhà vua vào cuối tháng 5, và ông quyết định tăng tốc độ bắc phạ từ Berwick để giải vây tòa lâu đìa. Robert, với khoảng 5,500 đến 6,500 quân, chủ yếu là quân cầm thương, đã chuẩn bị để ngăn chặn lực lượng của Edward ở Stirling.
Trận chiến bắt đầu ngày 23 tháng 6 khi quân đội Anh cố gắng kiểm soát vùng núi cao Bannock Burn, được vây quanh bởi các đầm lầy. Giao tranh giữa hai bên nổ ra, dẫn đến cái chết của Sir Henry de Bohun, người bị Robert sát hại trong trận giao đấu của hai người. Edward tiếp tục tiến quân vào ngày hôm sau, và gặp phải một lực lượng lớn quân Scotland khi họ xông ra những khu rừng ở New Park. Edward dường như không lường trước rằng người Scot lại dàn trận ở đó, và do đó ông đưa lực lượng của ông đi với mục đích hành quân chứ không phải là chiến đấu, và các cung thủ - những người thường có nhiệm vụ phá vỡ hệ thống giàn giáo của kẻ thù - lại đứng ở phía sau thay vì phía trước. Các kị binh của ông rất khó khăn khi phải hoạt động trong một địa hình chật hẹp và cuối cùng bị lính cầm thương của Robert nghiền nát. Quân Anh bị choáng váng và những người lãnh đạo không thể nào lấy lại sự kiểm soát.
Edward vẫn ở lại để chiến đấu, nhưng Bá tước Pembroke biết rõ ràng rằng thế cục đã mất và ông ta kéo Nhà vua ra khỏi chiến trường, giữa một lượng lớn quân đội Scotland đuổi bắt gắt gao. Edward chỉ vừa chật vật thoát khỏi trận chiến lớn, thề nguyện rằng ông sẽ xây dựng một nhà thờ dòng Carmelite tại Oxford nếu ông sống sót. Sử gia Roy Haines miêu tả thất bại này là "tai họa choáng váng" đối với người Anh, thiệt hại của họ trong trận chiến là rất lớn. Hậu quả sau thất bại, Edward lui về Dunbar, sau đó lên tàu đi đến Berwick, rồi trở lại York; khi ông vắng mặt, Lâu đài Stirling nhanh chóng thất thủ.

### Nạn đói và chỉ trích
Sau thất bại ở Bannockburn, Bá tước Lancaster và Warwick nhận thấy ảnh hưởng chính trị của họ đã tăng lên, và họ ép Edward thực hiện lại Pháp lệnh năm 1311. Lancaster trở thành người đứng đầu hội đồng hoàng gia năm 1316, hứa hẹn sẽ thực hiện Pháp lệnh thông qua một ủy ban cải cách mới, nhưng ông dường như bị loại khỏi vai trò này ngay sau đó, một phần vì những bất đồng với các nam tước khác, và một phần vì tình trạng sức khỏe. Lancaster từ chối họp với Edward tại Nghị viện trong 2 năm tiếp theo, khiến cho chính quyền bị bế tắc. Chuyện này cản trở mọi hi vọng cho chiến dịch mới ở Scotland và gây ra lo ngại về cuộc nội chiến. Sau nhiều một cuộc đàm phán, một lần nữa dưới sự dàn xếp của Bá tước Pembroke, Edward và Lancaster cuối cùng chấp thuận Hiệp ước Leake vào tháng 8 năm 1318, ân xá Lancaster và phe cánh của ông ta đồng thời thành lập một hội đồng hoàng gia mới, nhằm tránh cuộc xung đột sắp xảy đến.
Những khó khăn của Edward càng trầm trọng thêm bởi vấn đề nông nghiệp của Anh, một phần của một tai họa lan tràn khắp miền bắc châu Âu được gọi là Nạn đói lớn. Nó bắt đầu bằng những trận mưa không ngớt vào cuối năm 1314, tiếp sau là mùa đông vô cùng khắc nghiệp rồi những cơ mưa lớn vào mùa xuân năm sau đã giết chết rất nhiều cừu và ngựa. Thời tiết tiếp tục diễn biến xấu, không hề giảm sút chút nào, đến năm 1321, kết quả là một chuỗi liên tục những năm mất mùa. Những nguồn thu từ xuất khẩu len giảm mạnh và giá lương thực tăng, bất chấp những nỗ lực điều chỉnh mức giá của chính phủ Edward. Edward kêu gọi những kẻ tích trữ xuất lương thực ra, và cố gắng khuyến khích của nội thương và nhập khẩu ngũ cốc, nhưng không có nhiều thành công. Lệnh trung dụng thực phẩm dự trữ cho hoàng tộc suốt những năm đói kém chỉ làm trầm trọng thêm tình hình.
Trong lúc đó, Robert the Bruce thừa dịp mới chiến thắng ở Bannockburn để tấn công miền bắc nước Anh, ban đầu là đánh Carlisle và Berwick, và sau đó tiến đến sâu hơn về phía nam, vào Lancashire và Yorkshire, thậm chí đe dọa cả thành York. Edward chiến hành một chiến dịch tốn kém nhưng không thành công nhằm ngăn chặn quân xâm lược năm 1319, nhưng nạn đói gây ra nhiều khó khăn trong việc cung cấp lương thực cho các đơn vị đồn trú của ông. Giữa lúc này, một đoàn thám hiểm người Scot dẫn đầu bởi em trai của Robert đã xâm chiếm được Ireland năm 1315, và Edward Bruce tự xưng là Vua của Ireland. Cuối cùng ông ta bị đánh bại năm 1318 bởi Quan chánh án tối cao Ireland dưới quyền Edward II, Edmund Butler, tại Trận Faughart, đầu Edward Bruce bị chặt xuống và gửi đến cho Nhà vua. Các cuộc nổi dậy cũng diễn ra ở Lancashire và Bristol năm 1315, và ở Glamorgan thuộc xứ Wales năm 1316, nhưng đều bị đán áp.
Nạn đói và căng thẳng ở Scotland bị cho là sự trừng phạt của Chúa, và người ta phàn nàn về Edward, một trong những bài thơ đương đại đã mô tả về "Thời đại quỷ dữ của Edward II". Nhiều người chỉ trích Edward "không thích hợp" và ti tiện trong vấn đề nông nghiệp. Năm 1318, một bệnh nhân tâm thần tên là John xứ Powderham xuất hiện của Oxford, tuyên bố ông là Edward II thực sự, và Edward là đứa trẻ thay thế, họ bị tráo đổi lúc chào đời. John bị hành hình đúng lúc, nhưng tuyên bố của ông gây được tiếng vang lớn đối với những ai chỉ trích Edward về việc ông thiếu cử chỉ vương giả và khả năng lãnh đạo vững vàng. Sự chống đối cũng tăng nhanh quanh những cận thần của Edward.
Ông cố gắng giữ lại một số cận thần trước kia của mình, mặc dù phe Pháp lệnh nỗ lực loại bỏ họ, và lại phân chia rộng quyền thừa kế de Clare giữa hai sủng thần mới của ông, gia đình của cựu hiệp sĩ Hugh Audley và Roger Damory, ngay lập tức làm cho họ trở nên giàu có. Những người ôn hòa đã từng ủng hộ thỏa hiệp hòa bình năm 1318 bây giờ trở giáo chống lại Edward, làm cho khả năng bạo lực lên tới nguy cơ cao nhất.

## Thời kì cuối (1321–26)

### Chiến tranh Despenser
Mối đe dọa về một cuộc nội chiến cuối cùng cũng trở thành sự thực ở Anh vào năm 1321, được khuất động bởi căng thẳng giữa các nam tước với sủng thần của hoàng gia, gia tộc Despenser. Hugh Despenser Già đã phục vụ cả hai cha con Edward, trong khi Hugh Despenser trẻ đã kết hôn với một thành viên nhà de Clare giàu có, trở thành quan thị vệ của Nhà vua, và giành được Glamorgan ở Welsh Marches năm 1317. Hugh trẻ mở rộng vị thế và quyền lực của ông ta khắp xứ Wales, chủ yếu là tại chức danh Lãnh chúa Marcher. Bá tước Lancaster và nhà Despensers là kẻ thù không đội chung trời, và ác cảm của Lancaster được đồng thuận bởi hầu hết các chư hầu láng giềng của Despensers, bao gồm Bá tước Hereford, gia tộc Mortimer và tiếp sau có cả Hugh Audley và Roger Damory. Tuy nhiên, Edward, càng lúc càng dựa vào lời tư vấn và sự hỗ trợ của Despensers, và ông đặc biệt gần gũi với Hugh trẻ, người mà một biên niên sử đã ghi nhận rằng ông "thương ... quý mến bằng cả trái tim và tấm lòng".
Đầu năm 1321, Lancaster huy động một liên minh gồm các kẻ thù của Despensers trên các lãnh thổ Marcher. Edward và Hugh trẻ nhận thức được kế hoạch vào tháng 3 và tiến về phía tây, hi vọng các cuộc đàm phán do Bá tước trung lập Pembroke tổ chức có thể xoa dịu khủng hoảng. Lần này, Pembroke từ chối can thiệp, và chiến tranh nổ ra vào tháng 5. Những vùng đất của Despensers nhanh chóng bị khống chế bởi một liên minh của các lãnh chúa Mancher và quý tộc địa phương, và Lancaster tổ chức cuộc gặp cấp cao giữa các nam tước cùng các giáo sĩ vào tháng 6 và lên án Despensers phá hủy Pháp lệnh. Edward đã cố gắng hòa giải, nhưng vào tháng 7 phe đối lập chiếm London và yêu cầu loại bỏ vĩnh viễn nhà the Despensers. Sợ rằng sẽ bị lật đổ nếu như từ chối, Edward đồng ý lưu đày Despensers và ân xá hành động của các lãnh chúa Marcher.
Edward bắt đầu kế hoạch trả thù. Với sự giúp sức của Pembroke, Nhà vua thành lập mộ liên minh nhỏ với các anh em khác mẹ của ông, một vài bá tước và một số giáo sĩ cao cấp, chuẩn bị chiến tranh. Edward bắt đầu bằng Bartholomew xứ Badlesmere, và Isabelle được gửi đến thành trì của Bartholomew, Lâu đài Leeds, cố ý tạo ra một casus belli (biện minh cho hành động chiến tranh). Vợ của Bartholomew, Margaret, cắn câu và người của bà đã giết chết nhiều tùy tùng của Isabelle, đem lại cho Edward một cái cớ để gây chiến. Lancaster từ chối giúp Bartholomew, kẻ thù riêng của ông ta, và Edward nhanh chóng nắm quyền kiểm soát miền đông nam. Hoảng hốt, Lancaster huy động quân đội của mình ở miền bắc nước Anh, và Edward tập trung lực lượng chính của ông ở phía tây nam. Despensers trở về từ nơi lưu đày và được ân xá bởi hội đồng hoàng gia.
Tháng 12, Edward dẫn quân dọc Sông Severn và tiến về Welsh Marches, nơi lực lượng đối lập đã tụ tập lại. Liên minh của các lãnh chúa Marcher sập đổ và Mortimers đầu hàng Nhà vua, nhưng Damory, Audley và Bá tước Hereford hành quân về phía bắc vào tháng 1 và gia nhập lực lượng với Lancaster, người đã bao vây lâu đài của Nhà vua ở Tickhill. Được ủng hộ bởi quân tiếp viện từ các lãnh chúa Marcher, Edward truy kích họ, giáp chiến với quân Lancaster vào ngày 10 tháng 3 tại Burton-on-Trent. Lancaster, có nhiều quân hơn, lại rút lui mà không chiến đấu, về phía bắc. Andrew Harclay dồn Lancaster vào đường cùng ở Trận Boroughbridge, và bắt được Bá tước. Edward và Hugh trẻ gặp Lancaster ở Pontefract, nơi mà, sau một phiên tòa ngắn, bá tước bị kết tội phản quốc và bị chặt đầu.

### Edward và Despensers

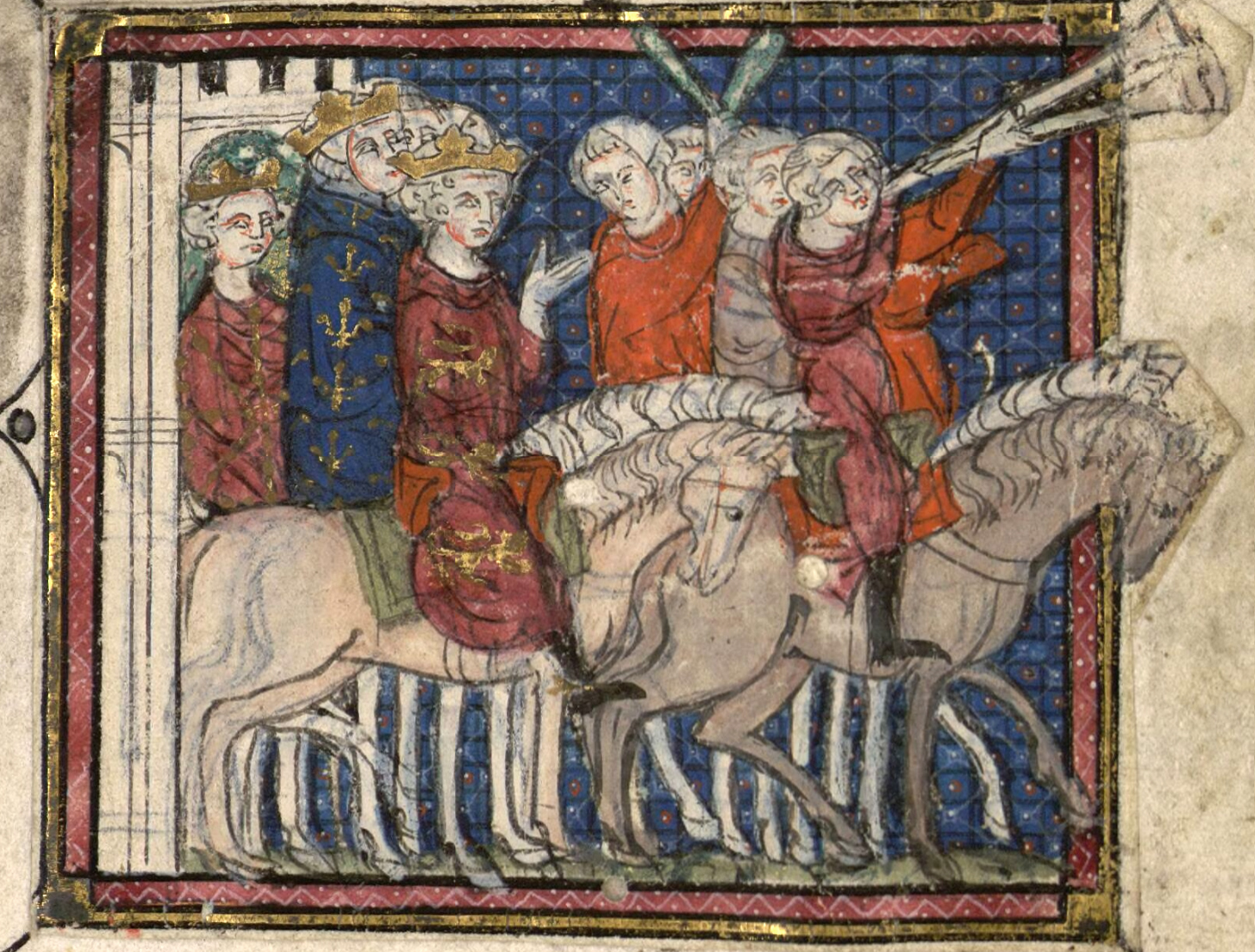
Edward (thứ ba từ trái qua) đi săn cùng Philippe IV

Edward trừng phạt những người ủng hộ Lancaster bằng việc lập ra một hệ thống tòa án đặc biệt trên toàn quốc, theo đó thẩm phán được làm theo mệnh lệnh kết án bị cáo như thế nào, và các bị cáo không được phép nói chuyện trong phòng riêng của họ. Phần nhiều những bản án như thế này gọi là "Contrariants" đơn giản chỉ là những vụ hành quyết, và những người may mắn hơn cũng bị giam giữ và phạt tiền, đất đai bị tịch thu và người thân bị quản thúc. Bá tước Pembroke, Edward lúc này không còn tin tưởng ông, đã bị bắt và chỉ được phóng thích sau khi giao hết toàn bộ gia tài như là tài sản thế chấp cho lòng trung thành của ông. Edward đã tưởng thưởng cho những người ủng hộ trung thành với ông, đặc biệt là gia đình Despenser, bằng những tài sản tịch thu được và những chức vị mới. Việc phạt tiền và sung công khiến Edward trở nên giàu có: khoảng £15,000 bảng được nhập vào ngân khố trong những tháng đầu tiên, và năm 1326, kho bạc của Edward chứa tới 62,000 bảng. Một Nghị viện được lập ra ở York vào tháng 3 năm 1322 mà tại đó Pháp lệnh chính thức bị thu hồi bằng Quy chế York, và các loại thuế mới được chấp nhận để phục vụ cho chiến dịch mới chống người Scot.
Chiến dịch của người Anh chống Scotland được lên kế hoạch với quy mô lớn, với một lực lượng 23,350 người. Edward tiến qua Lothian đến Edinburgh, nhưng Robert the Bruce từ chối gặp mặt ông trên chiến trận, làm Edward tiến xa hơn vào Scotland. Kế hoạch tiếp tế cho quân viễn chinh qua đường biển thất bại, và quân đội đông đúc giờ cạn kiệt lương thực. Edward buộc phải rút về phía nam biên giới, và bị lực lượng Scotland truy đuổi phía sau. Người con ngoại hôn của Edward, Adam, chết trong chiến dịch, và quân truy kích suýt bắt được Isabelle, người đang ở Tynemouth và buộc phải đào tẩu bằng đường biển. Nhà vua lập ra một chiến dịch mới, được hỗ trợ bởi những loại thuế mới, nhưng sự tự tin trong chính sách ở Scotland của Edward đã suy giảm. Andrew Harclay, nhân tố vững chắc trong chiến thắng của Edward năm trước vừa gần đây được phong Bá tước Carlisle, đã đơn phương đàm phán một hiệp ước hòa bình với Robert the Bruce, đề xuất rằng Edward sẽ công nhận Robert là Vua của Scotland và, đáp lại, Robert sẽ dừng can thiệp vào Anh quốc. Edward nổi cơn thịnh nộ và lập tức chém đầu Harclay, nhưng đồng ý một thỏa thuận đình chiến 13 năm với Robert.
Hugh Despenser Trẻ sống và nắm những chức vụ lớn, nắm vai trò hàng đầu trong chính phủ Edward, và thực hiện các chính sách thông qua lực lượng hậu thuẫn lớn trong gia đình. Được ủng hộ bởi Robert Baldock và Walter Stapledon, Đại pháp quan và Đại thủ quỹ của Edward, Despensers tích lũy nhiều đất đai và tài sản, sử dụng địa vị của họ trong chính phủ để che đậy cho những gì mà nhà sử hậu Seymour Phillips miêu tả là "thực tế lừa đảo, đe dọa bạo lực và lạm dụng pháp lý". Trong khi đó, Edward đối mặt với sự chống đối gia tăng. Những điều thần bí được tường thuật lại ở khu vực quanh ngôi mộ của Bá tước Lancaster quá cố, và giá treo cổ được sử dụng để xử tội những người đối lập ở Bristol. Luật pháp và trật tự bị phá vỡ, do những cuộc bạo động được gây nên bởi sự chiếm đoạt các vùng đất. Phe chống đối cũ bao gồm các cộng sự của các lãnh chúa Marcher tìm cách giải thoát cho những tù nhân của Edward trong Lâu đài Wallingford, và Roger Mortimer, một trong những lãnh chúa Marcher bị bắt giam, trốn thoát khỏi Tháp Luân Đôn và chạy sang Pháp quốc.

### Chiến tranh với Pháp
Những bất đầu giữa Edward và Vương quốc Pháp xung quanh Lãnh địa Công tước Gascony dẫn đến Chiến tranh Saint-Sardos năm 1324. Charles IV, anh rể của Edward, kế tự Danh sách Danh sách quân chủ Pháp năm 1322, và tỏ ra tích cực hơn so với người tiền nhiệm. Năm 1323, ông khăng khăng đòi Edward đến nước Pháp trên địa vị chư hầu Gascony, và yêu cầu người trông coi Gascony cho Edward cho phép các quan chức Pháp ở đó truyền đạt những mệnh lệnh từ Paris. Mọi chuyện lên đỉnh điểm vào tháng 10 khi một nhóm binh sĩ của Edward treo cổ một trung úy người Pháp vốn đang tìm cách dựng lên một tòa thành phòng thủ ở Agenais, một phần thuộc vùng biên giới đang tranh chấp Gascony. Edward từ chối tuyên bố trách nhiệm nào về vụ việc này, nhưng quan hệ giữa Edward và Charles trở nên xấu đi. Năm 1324, Edward cử Bá tước Pembroke tới Paris để dàn xếp một giải pháp, nhưng bá tước bất ngờ qua đời vì bệnh trên đường đi. Charles huy động quân đội của ông và tiến hành xâm chiếm Gascony.
Lực lượng của Edward ở Gascony khoảng 4,400 lính, nhưng quân Pháp, được chỉ huy bởi Charles xứ Valois, lên đến 7,000. Valois vào được Agenais và sau đó tiến xa hơn rồi cô lập thành trì quan trọng Bordeaux. Đáp lại, Edward ra lệnh bất giữ bất cứ người Pháp nào ở Anh và phong tỏa đất đai của Isabelle, trên căn cứ bà là người Pháp. Tháng 1 năm 1324 ông gặp các Bá tước và các Giám mục Anh, những người này khuyên rằng Edward nên dẫn một đội quân 11,000 người tới Gascony. Edward quyết định không thân chinh, thay vào đó là Bá tước Surrey. Trong khi đó, Edward mở một cuộc đàm phán mới với vua Pháp. Charles yêu cầu thêm những điều khoản khác, chủ yếu trong số đó là đề nghị Isabelle và Hoàng tử Edward đến Paris, và hoàng tử phải làm lễ phiên thần với vua Pháp cho vùng Gascony, thì ông sẽ ngừng cuộc chiến và trả lại Agenais. Edward và các cố vấn đã lo ngại về việc đưa hoàng tử sang Pháp, nhưng đồng ý gửi Isabelle đi sứ một mình vào tháng 3 năm 1325.

## Mất quyền lực (1326–27)

### Rạn nứt với Isabelle

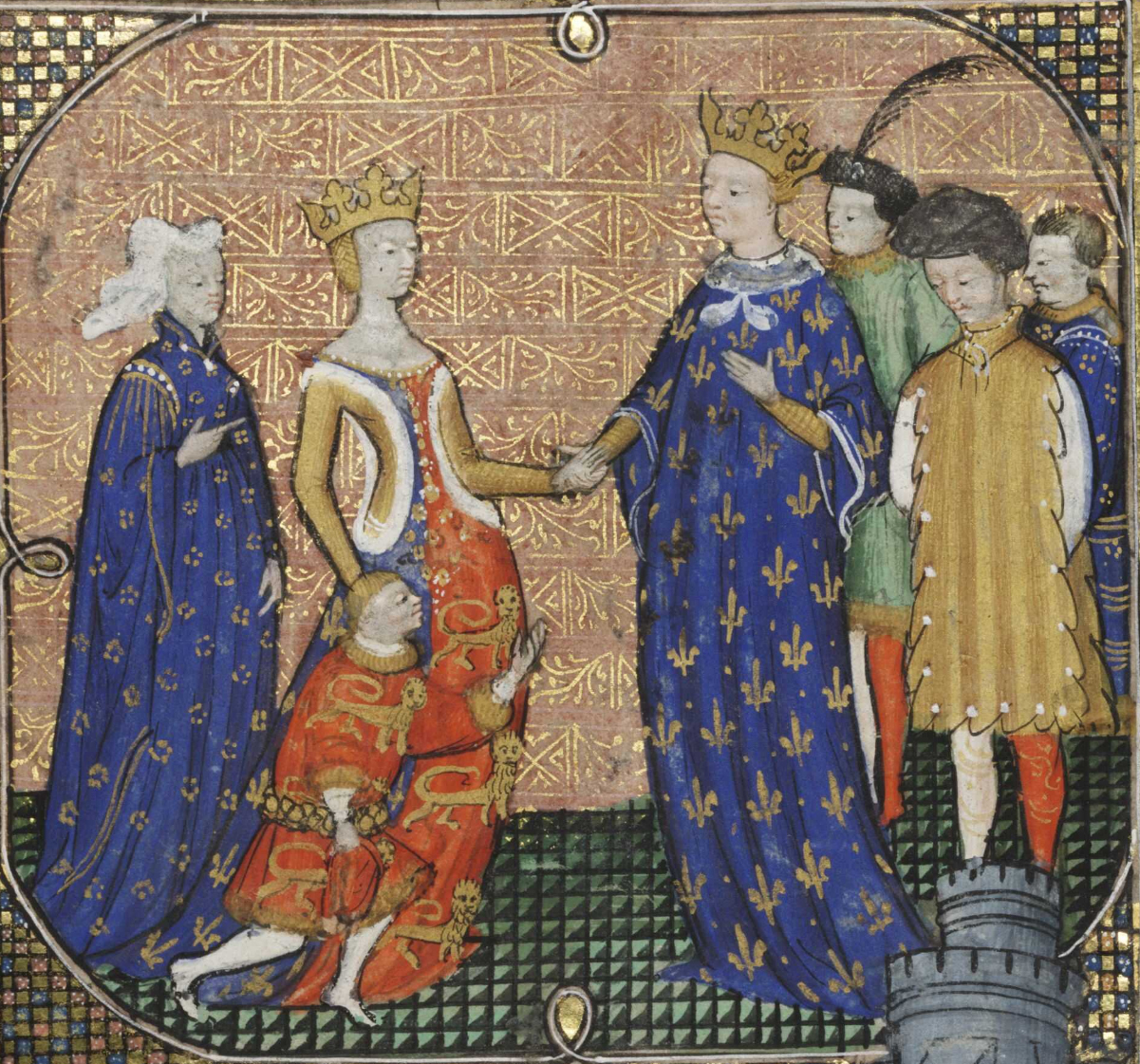
Nhà vua tương lai Edward III làm lễ phiên thần với Charles IV vào năm 1325 dưới sự hướng dẫn từ Isabelle của Pháp

Isabelle, đặc sứ của Edward, tiến hành đàm phán với Pháp vào cuối tháng 3. Cuộc đàm phán có vẻ khó khăn, và họ chỉ đi đến thỏa thuận được sau khi Isabelle đích thân ra nói chuyện với anh trai bà, Charles. Các điều khoản tương đối có lợi cho Vương quốc Pháp: đặc biệt, Edward sẽ làm lễ phiên thần với cá nhân Charles vì vùng đất Gascony. Lo ngại về những hậu quả có thể có nếu chiến tranh nổ ra lần nữa, Edward đồng ý hiệp ước nhưng quyết định trao Gascony cho con trai mình, Edward, và gửi vương tử đến Paris làm lễ chư hầu. Vương tử Edward con vượt eo biển Anh và đến nơi vào tháng 9.
Edward dự định là Isabelle và con trai họ trở về nước Anh, nhưng thay vào đó bà vẫn ở Pháp và không cho thấy là có ý định quy trở lại. Cho đến năm 1322, hôn nhân của Edward và Isabelle dườnng như là mĩ mãn, nhưng vào thời điểm vương hậu xuất ngoại đến Pháp năm 1325, thì nó đã xấu đi. Isabelle có vẻ rất ghét Hugh Despenser trẻ, ít nhất không phải vì lời gièm của những phụ nữ có địa vị cao. Isabelle lúng túng vì bà đã đào thoát khỏi quân đội Scotland ba lần trong cuộc hôn nhân với Edward, và bà đổ lỗi cho Hugh về sự kiện lần cuối năm 1322. Khi Edward ký hiệp ước ngừng bắn mới đấy với Robert the Bruce, ông bị thiệt thòi một loạt các gia đình quý tộc nắm giữ đất đai thuộc Scotland, bao gồm nhà Beaumonts, những người thân thiết với Isabelle. Vương hậu cũng giận dữ về chuyện gia trang và đất đai của bà bị cầm giữ năm 1324. Cuối cùng, Edward cướp đi những đứa con của bà và đặt họ dưới sự giám hộ của vợ Hugh Despenser.
Tháng 2 năm 1326, mọi chuyện đã phơi bày rằng Isabelle đã dính vào mối quan hệ với Lãnh chúa Marcher đang lưu vong, Roger Mortimer. Không chắc chắn về lần đầu tiên gặp gỡ của Isabelle và Mortimer hay thời điểm nào mà quan hệ của họ bắt đầu, nhưng họ đều muốn thấy Edward và Despensers bị tước bỏ quyền lực. Nhà vua cho gọi con trai ông trở về, và nhờ Charles giúp ông can thiệp, nhưng cũng không gây được ảnh hưởng gì.
Những người chống Edward tụ tập xung quanh Isabelle và Mortimer ở Paris, và Edward ngày càng trở nên lo lắng về khả năng Mortimer có thể xâm lược nước Anh. Isabelle và Mortimer tìm kiếm sự giúp đỡ của William, Bá tước Hainaut, và hứa hôn cho Edward con với con gái của William, Philippa. Đáp lại một liên minh có vẻ khá có lợi với người kế vị ngai vàng Anh, và tài sản khá lớn dành cho cô dâu sau này, William cung cấp 132 tàu vận chuyển và 8 tàu chiến để hỗ trợ cho cuộc xâm lược nước Anh. Vương tử Edward và Philippa đính hôn vào 27 tháng 8, rồi Isabelle cùng Mortimer chuẩn bị cho chiến dịch.

### Cuộc xâm lược

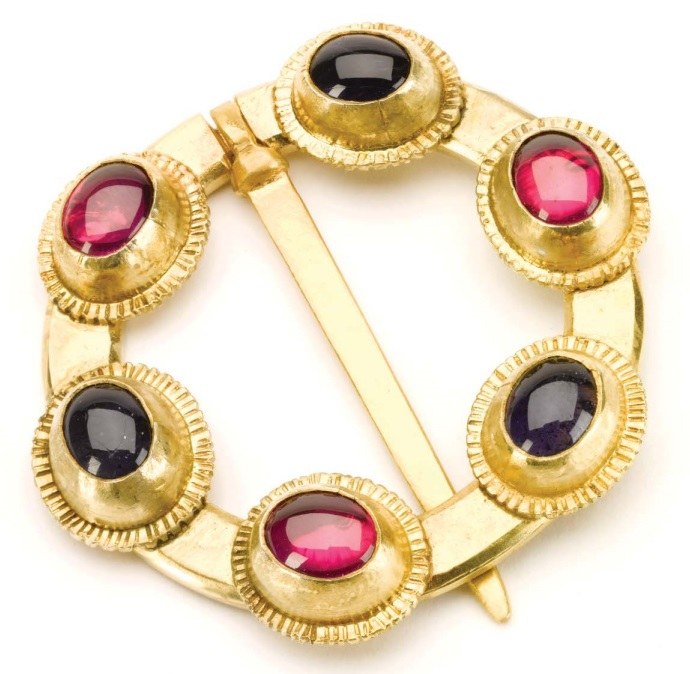
Mô hình Oxwich Brooch, có thể là thuộc sở hữu của Edward và bị cướp phá trong vụ năm 1326

Suốt tháng 8 và 9 năm 1326, Edward huy động quân phòng thủ dọc theo bờ biển nước Anh để chống lại cuộc xâm lược từ cả phía Pháp hay Roger Mortimer. Các hạm đối được tập họp tại cảng Portsmouth ở phía nam và Orwell ở bờ đông bờ biển, và một đội quân đột kích gồm 1,600 người được đưa băng qua eo biển Anh tới Normandy để tấn công nghi binh. Edward đưa ra lời kêu gọi các thần dân chiến đấu bảo vệ vương quốc nhưng không có nhiều ảnh hưởn. Tác dụng của vương quyền ở các địa phương khá mỏng manh, nhà Despensers bị nhiều kẻ ghét, và rất nhiều người mà Edward ủy thác trọng trách bảo vệ vương quốc thì không đủ năng lực, hoặc đã quay lưng với chế độ. Khoảng 2.000 người được lệnh tập trung ở Orwell để đối phó cuộc xâm lược, nhưng chỉ có 55 người thực sự đến.
Roger Mortimer, Isabelle, và Vương tử Edward 13 tuổi, cùng với em trai khác mẹ của Vua Edward, Edmund xứ Woodstock, đặt chân lên đất Orwell ngày 24 tháng 9 với một lực lượng nhỏ và không gặp phải sự kháng cự nào. Thế vào đó, những kẻ thù của Despensers nhanh chóng về phe của họ, bao gồm một người em trai khác mẹ khác của Edward, Thomas xứ Brotherton; Henry xứ Lancaster, người kế thừa lãnh địa bá tước Lancaster từ người anh Thomas; và hàng loạt các giáo sĩ cao cấp. Thu mình trong những căn phòng trú ẩn dưới sự bảo vệ và cố gắng kiểm soát Tháp London, Edward cố gắng tìm kiếm sự ủng hộ trong thủ đô. Thành London nổi dậy chống chính phủ của ông, và ngày 2 tháng 10 đức vua rời London, mang theo cả Despensers với ông. London rơi vào tình trạng hỗn loạn, vì qyaanf chúng tấn công các đại thần và các cộng sự còn lại của Edward, giết chết thủ quỹ cũ của ông Walter Stapledon ở Nhà thờ St Paul, chiếm Tòa Tháp và phóng thích những tù nhân trong đó.
Edward tiếp tục đi về phía tây đến Thung lũng Thames, tới Gloucester khoảng ngày 9 đến 12 tháng 10; ông hi vọng đến được xứ Wales và từ chỗ đó huy động một lực lượng chống lại kẻ xâm lược. Mortimer và Isabelle ở không xa phía sau. Những công bố lên án chế độ của Despensers những năm qua. Ngày qua ngày họ tập hợp thêm người ủng hộ Edward và Despenser trẻ vượt qua biên giới và giong buồm từ Chepstow, có thể dự định ban đầu của họ là tới Lundy rồi tiếp đó là Ireland, nơi mà Nhà vua hi vọng sự tìm được chỗ nương náu và tập hợp quân đội mới. Thời tiết xấu khiến họ phải trợ lại, và họ đặt chân lên Cardiff. Edward rút về Lâu đài Caerphilly và cố gắng tập hợp lực lượng còn sót lại của ông.
Uy quyền của Edward sụp đổ ở Anh, và với việc Nhà vua vắng mặt, phe của Isabelle giành quyền kiểm soát với sự ủng hộ của Giáo hội. Lực lượng của bà bao vây Bristol, nơi Hugh Despenser già bị tóm cổ từ nơi trú ẩn; ông đầu hàng và vẫn bị hành quyết. Edward và Hugh trẻ chạy khỏi lâu đài của họ vào ngày 2 tháng 11, để lại phía sau nhiều đồ trang sức, vật dụng có giá và ít nhất 13,000 bảng tiền mặt, có thể một lần nữa họ định tới Ireland, nhưng ngày 16 tháng 11 họ bị phản bội và bị bắt giữ bởi một lực lượng miền kiếm ở phía bắc Caerphilly. Edward lúc đầu được hộ tống tới Lâu đài Monmouth, và từ đó trở về Anh, nơi ông bị giam ở pháo đài của Henry xứ Lancaster tại Kenilworth. Lực lượng còn lại của Nhà vua, bấy giờ bị vây ở lâu đài Caerphilly, đầu hàng sau đó 5 tháng vào tháng 4, 1327.

### Thoái vị

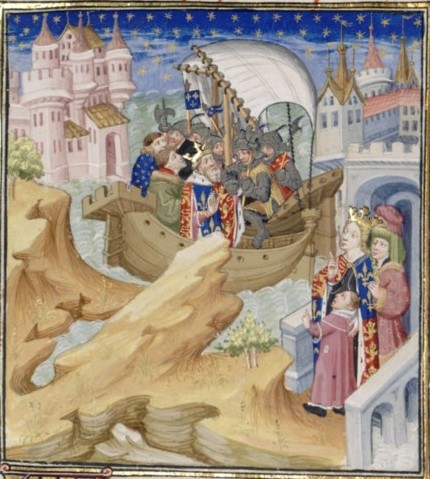
Miêu tả vào thế kỷ XV cảnh Isabelle giam giữ Edward

Isabelle và Mortimer nhanh chóng trả thù chế độ cũ. Hugh Despenser trẻ bị đưa ra xét xử, bị tuyên bố là kẻ phản bội và bản án được đưa ra, ông ta bị mổ bụng, thiến và phanh thây; ông bị hành hình ngày 24 tháng 11 năm 1326. Đại pháp quan tiền nhiệm của Edward, Robert Baldock, chết ở Nhà tù Hạm đội; Bá tước Arundel bị chém đầu. Tuy nhiên, vị trí của Edward, là một vấn đề; ông vẫn còn là chồng của Isabelle và, trên nguyên tắc, ông vẫn là vua, nhưng phần nhiều thành viên chính phủ mới có thể bị đe dọa nếu ông được thả ra và giành lại quyền lực.
Không có thủ tục pháp lý nào làm tiền lệ cho việc truất ngôi một vị vua Anh. Adam Orleton, Giám mục Hereford, lập một danh sách các cáo buộc về những hành động mà Edward đã làm trên cương vị quốc vương, và tháng 1 năm 1327 Nghị viện được triệu tập tại Westminster mà tại đó câu hỏi về tương lai của Edward được đưa ra thảo luận; Edward từ chối tham dự cuộc họp. Nghị viện, ban đầu có nhiều mâu thuẫn, phản ứng lại đám đông quần chúng London đang kêu gọi Vương tử Edward con lên ngai vàng. Ngày 12 tháng 1 các nam tước hàng đầu và các giám mục đồng tình rằng Edward II sẽ bị truất ngôi và thay vào đó là con trai ông. Ngày hôm sau hội động các nam tước bàn về chuyện thoái ngôi, với lập luận rằng Edward lãnh đạo yếu kém và đầy rẫy những lỗi lầm cá nhân dẫn đến vương quốc rơi vào thảm họa, và ông không đủ năng lực lãnh đạo quốc gia.
Không lâu sau đó, một nhóm đại diện gồm các nam tước, giáo sĩ và hiệp sĩ được gửi đến Kenilworth để nói chuyện với Nhà vua. Ngày 20 tháng 1 năm 1326, Henry xứ Lancaster và giám mục xứ Winchester và Lincoln gặp riêng Edward tại tòa lâu đài. Họ thông báo với Edward rằng nếu ông thoái vị quốc vương, con trai ông Vương tử Edward sẽ kế tự ông, nhưng nếu ông không làm như vậy, con trai ông có thể bị tước quyền kế tự, và ngai vàng sẽ trao cho một ứng viên thay thế khác. Trong nước mắt, Edward đồng ý thoái vị, và ngày 21 tháng 1, Sir William Trussell, đại diện cho toàn thể vương quốc, vứt bỏ lòng tôn kính dành cho ông và chính thức chấm dứt triều đại Edward II. Một tuyên ngôn được đưa đến London, tuyên cáo rằng Edward, bây giờ được gọi là Edward xứ Caernarvon, đã tự nguyện từ bỏ vương quốc và Vương tử Edward sẽ kế nhiệm ông. Lễ đăng quang diễn ra tại Tu viện Westminster ngày 2 tháng 2 năm 1327.

## Qua đời năm 1327

### Bị sát hại và diễn biến liền sau

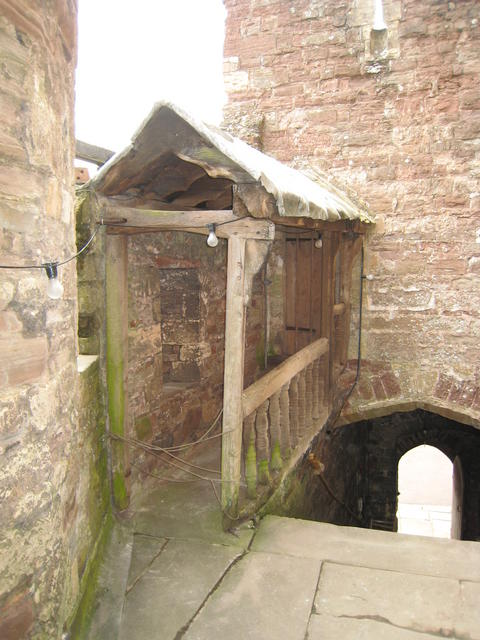
Lối dẫn vào căn phòng trong Lâu đài Berkeley, được truyền tụng là nơi giam cầm Edward

Những người chống đối chính quyền mới lập kế hoạch giải thoát cho Edward, và Roger Mortimer quyết định mang Edward đến một nơi an toàn hơn là Lâu đài Berkeley ở Gloucestershire. Cựu vương này đặt chân đến đây khoảng ngày 5 tháng 4 năm 1327. Tại đây, Edward bị đặt dưới sự giám sát của Thomas Berkeley, chàng rể nhà Mortimer và John Maltravers. Berkeley và Maltravers nhận năm bảng cho mỗi ngày cho việc trông nom Edward. Không rõ là Edward được chăm sóc thế nào; các hồ sơ cho thấy nhiều hàng hóa xa xỉ được mua trên danh nghĩa của ông, nhưng một số biên niên sử gia cho rằng ông thường xuyên bị ngược đãi. Bài thơ Lời than khóc của Edward II, từng được cho là được Edward viết trong thời gian ông bị giam cầm, mặc dù giới học giả hiện đại đặt nhiều nghi vấn về điều này.
Lo âu lại tăng lên quanh những kế hoạch giải thoát cho Edward, một số liên quan đến dòng tu Đa Minh và những hiệp sĩ cũ trong gia trang của Edward, và có những cố gắng để ít nhất là đột nhập vào nhà ngục của lâu đài. Để đối phó với các tình huống này, Edward bị di chuyển bí mật tới lui nhiều địa điểm khác nhau trong một khoảng thời gian, trước khi trở về buồng giam cố định ở tòa lâu đài vào cuối mùa hè năm 1327. Tình hình chính trị vẫn chưa ổn định, và những kế hoạch mới được lập ra để giải cứu ông.
Ngày 23 tháng 9, Edward III được tin báo rằng phụ thân ông đã tạ thế ở Lâu đài Berkeley vào buổi đêm ngày 21 tháng 9. Nhiều sử gia đồng ý rằng Edward II đã qua đời ở Berkeley vào đúng ngày này, mặc dù vẫn có thiểu số quan điểm, được đề cập dưới đây, cho rằng, ông qua đời sau đó. Cái chết của Edward, như Mark Ormrod chú thích, "hoài nghi đúng lúc", vì nó dẹp bỏ những vấn đề chính trị đáng kể của Mortimer, và phần lớn các sử gia tin rằng Edward có thể đã bị giết theo lệnh của chế độ mới, mặc dù không thể khẳng định chắc chắn. Một số nhân vật bị nghi ngờ dính líu tới cái chết của Edward, trong đó có Sir Thomas Gurney, Maltravers và William Ockley, sau này đã bỏ trốn. Nếu Edward chết do các nguyên nhân tự nhiên, cái chết của ông có thể sẽ bị đẩy nhanh vì chứng trầm cảm sau thời gian ngồi tù.
Thời gian cai trị của Isabelle và Mortimer không kéo dài lâu sau tin Edward qua đời được công bố. Họ hòa giải với người Scot thông qua Hiệp ước Northampton, nhưng động thái này không được người dân ủng hộ. Cả Isabelle và Mortimer tích lũy, tiêu xài trong nhung lụa, và những lời chỉ trích xuất hiện. Quan hệ giữa Mortimer và nhà vua trẻ Edward III trở nên căng thẳng và năm 1330 Nhà vua tiến hành lật đổ Isabelle và Mortimer tại Lâu đài Nottingham. Ông bắt được Mortimer và hành quyết ông ta với mười bốn tội danh phản quốc, bao gồm việc hạ sát Edward II. Chính phủ của Edward III tìm cách đổ cho Mortimer tất cả những vấn đề đương thời, phục hồi danh dự chính trị cho cố vương. Nhà vua tha cho Isabelle, cho một khoảng trợ cấp hào phóng, và phóng thích bà ta không lâu sau đó.

### Chôn cất và thờ tự

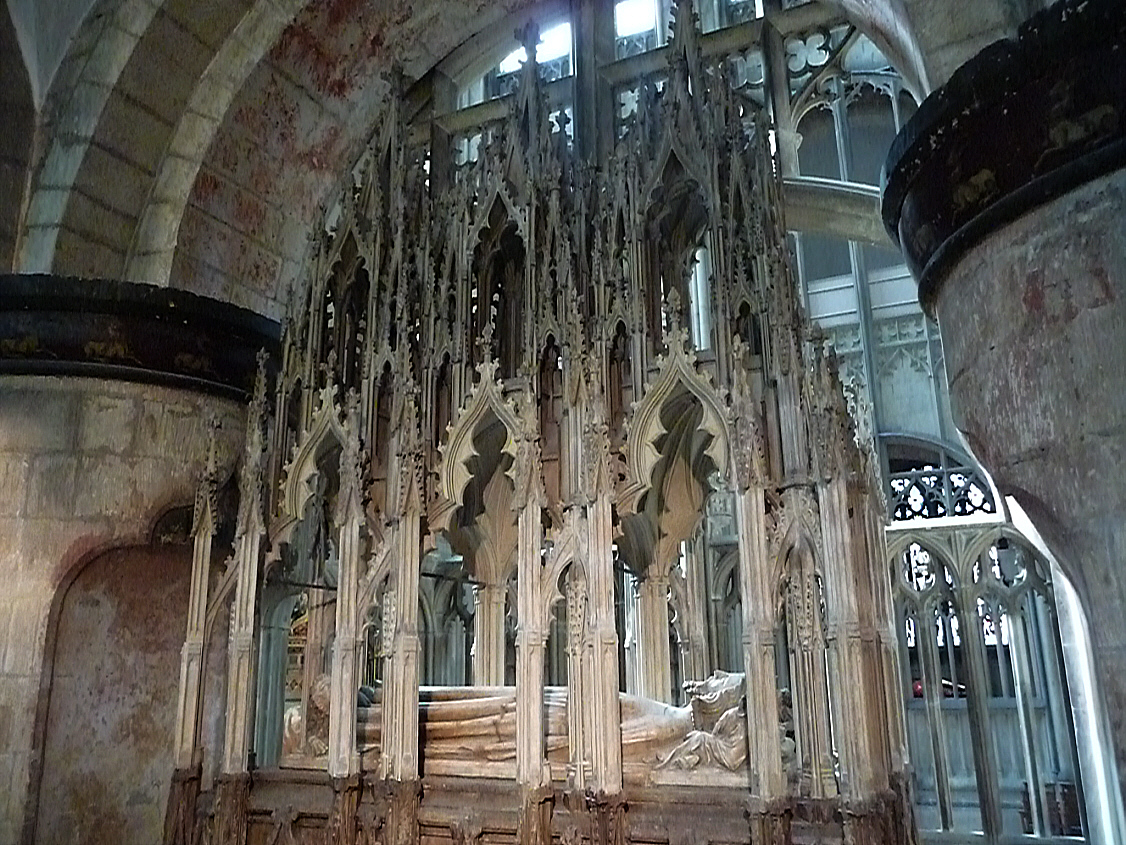
Mộ phần của Edward II tại Nhà thờ Gloucester

Thi hài Edward được ướp tại Lâu đài Berkeley, và được giám sát bởi những nhà lãnh đạo địa phương đến từ Bristol và Gloucester. Ngày 21 tháng 10, thi hài này lại được đưa đến Tu viện Gloucester và ngày 20 tháng 12, Edward được chôn cất với các nghi thức cử hành tại bệ thờ, tang lễ có lẽ đã bị trì hoãn để Edward III có thêm thời gian đến dự. Gloucester được chọn có thể là do các tu viện khác đã từ chối hoặc bị cấm quàn thi thể Nhà vua, và một lý do khác nữa là vì nó gần với Berkeley. Tang lễ này là một sự kiện lớn vào thời đó, với tổng chi phí là 351 bảng, với hình ảnh sư tử hoàng huy mạ vàng, hoàng kỳ thếp vàng và rào chắn gỗ sồi để kiểm soát đám đông đến dự. Có thể triều đình Edward III hi vọng đây sẽ là một tấm bình phong che đi những bất ổn chính trị diễn ra gần đây, tăng tính chính danh cho sự trị vì của vì vua trẻ.
Hình nộm Edward bằng gỗ với chiếc vương miện đồng được chế tạo cho nghi thức tang lễ; đây là lần đầu tiên người nộm sử dụng trong đám tang được biết đến ở Anh, và dường như là cần thiết bởi tình trạng thi thể của Nhà vua, vốn đã chết cách đây ba tháng. Quả tim của Edward đã được lấy ra, đặt trong một chiếc hộp bạc, và sau đó chôn cất cùng Isabelle tại Nhà thờ Newgate ở London. Ngôi mộ của ông là thí dụ rất sớm của người nộm thạch cao tuyết hoa ở Anh, với một ngôi hòm mộ và một mái che làm bằng đá trứng cá và đá Purbeck. Edward được chôn cất trong trang phục áo sơmi, mũ và găng tay sử dụng trong lễ đăng quang của ông, và hình nộm mô tả ông trong tư cách một quân vương, tay cầm quyền trượng và bảo châu, đầu đội vương miện lá dâu tây. Hình nộm mô tả hình dạng môi dưới khá rõ, và có thể là khá giống với Edward.
Mộ phần của Nhà vua nhanh chóng trở thành nơi hành hương ưa chuộng của những người dân đang thiếu những điểm đến cho mục đích này, và có lẽ được cổ súy bởi giới tăng lữ địa phương. Tu viện nhận được khoảng đóng góp hào phòng từ khách hành hương, cho phép các tu sĩ xây lại nhiều nhà thờ trong vùng trong suốt thập niên 1330. Những câu chuyện thần bí diễn ra tại ngôi mộ đã được thuật lại, và ngôi mộ cũng được tu chỉnh nhiều lần để cho phép đông đảo khách có thể viếng thăm. Biên niên sử gia Geoffrey de Baker mô tả Edward là một đức tử đạo thánh thiện, bị hành hạ, và Richard II đã tỏ lòng ủng hộ từ phía triều đình trong nỗ lực bất thành vào năm 1395 cho việc tuyên thánh Edward. Ngôi mộ chính thức được khai quật năm 1855, mở nắp quan tài gỗ, vẫn trong tình trạng tốt, và một quan tài được niêm phong chì bên trong. Ngôi mộ ngày nay vẫn tọa lạc tại Nhà thờ Gloucester, và được phục hồi nguyên trạng trong gian đoạn 2007 - 2008 với chi phí hơn 100.000 bảng.

### Tranh cãi
Tranh cãi quanh cái chết của Edward nhanh chóng xuất hiện. Với vụ hành quyết Mortimer năm 1330, nhiều tin đồn bắt đầu lan truyền, cho rằng Edward đã bị hạ sát tại lâu đài Berkeley. Những báo cáo rằng ông đã bị giết bằng cách nhét chậm chạp một thanh sắt nóng đỏ hoặc giùi nung vào hậu môn được lan truyền, có thể là kết quả của sự tuyên truyền có chủ ý; các biên niên sử gia trong giai đoạn từ giữa thập niên 1330 tới thập niên 1340 ra sức truyền bá các báo cáo này thêm, sau đó lại được Geoffrey le Baker ủng hộ bằng việc thêm thắt hoa lá vào bản giải trình vụ giết người. Tài liệu này được kết hợp vào nhiều tư liệu lịch sử nghiên cứu sau này liên quan đến Edward, thường dẫn đến nhiều nghi vấn về khả năng đồng tính luyến ái của ông. Hầu hết sử gia hiện đại đã gạt bỏ các báo cáo giải trình này, hoài nghi về tính hợp lý quanh việc những kẻ bắt cóc sao có thể giết chết ông bằng một cách dễ bị phát hiện như thế.
Những giả thuyết khác cũng được đưa ra quanh khả năng Edward có thể không thực sự chết trong năm 1327. Những lập luận này liên quan đến "Lá thư Fieschi", được linh mục Manuel Fieschi gửi cho Edward III, trong đó nói rằng Edward được sự giúp đỡ của một người hầu cận đã thoát khỏi lâu đài Berkeley vào năm 1327, và cuối cùng trở thành một ẩn sĩ tại Đế quốc La Mã Thần thánh. Thi thể chôn trong Nhà thờ Gloucester thì được nhắc đến là của một phu khuân vác của lâu đài Berkeley, bị ám sát rồi giao nộp cho Isabelle để giả làm xác của Edward nhằm tránh bị trừng phạt. Lá thư thường được ráp nối để giải thích chuyện Edward III gặp một người đàn ông tên William the Welshman ở Antwerp năm 1338, người tự nhận là Edward II.
Nhiều phần trong nội dung thư được các sử gia nhìn nhận rộng rãi là khả tín, tuy những phần tường thuật khác vẫn còn bị chỉ trích là không đủ sức tin cậy. Một vài sử gia ủng hộ các bản tường thuật này. Paul Doherty đặt nghi vấn về tính xác thực của bức thư và nhân thân của William the Welshman, nhưng dù sau cũng phải nghi ngờ rằng Edward đã sống sót khỏi cảnh ngục tù. Nhà nghiên cứu lịch sử đại trà Alison Weir tin rằng sự kiện trong bức thư về cơ bản là có thực, khi sử dụng lá thư để lập luận rằng Isabelle không phạm tội giết Edward. Sử gia Ian Mortimer cho rằng chuyện kể trong bức thư của Fieschi nhiều phần là chính xác, nhưng cũng cho rằng chính Mortimer và Isabelle đã bí mật phóng thích Edward, và sau đó cũng chính họ ngụy tạo ra cái chết của vị cựu vương này, chuyện hư cấu này sau đó lại được Edward III tiếp tục duy trì sau khi lên nắm quyền. Lời tường thuật của Ian Mortimer bị hầu hết các học giả phản bác khi nó được xuất bản lần đầu, đặc biệt là nhà sử học David Carpenter.

## Edward trên ngai vàng

### Vương quyền, triều chính và pháp luật
Edward suy cho cùng cũng là một ông vua thất bại; sử gia Michael Prestwich nhận xét rằng ông "lười nhác và bất tài, hay nộ khí xung thiên với những chuyện chẳng đâu vào đâu, nhưng thiếu quyết đoan khi vấn đề nhỏ trở nên nghiêm trọng", sau này được lặp lại trong mô tả của Roy Haines về Edward là "bất tài và độc ác", và "không phải người hữu dụng". Edward không chỉ giao quyền nhiếp chính triều đình cho thuộc hạ mà với những quyết sách có tầm ảnh hưởng lớn hơn cũng thế, và Pierre Chaplais lập luận rằng ông "không hẳn là một người bất tài ở ngôi bất đắc dĩ", khi đa phần giao phó quyền hành cho quan nhiếp chính đầy quyền lực, như Piers Gaveston hay Hugh Despenser Trẻ. Sự sốt sắng của Edward để đề bạt những cận thần của ông mang lại những hệ quả nghiêm trọng, mặc dù ông cũng cố gắng giành lấy lòng trung thành của giới quý tộc thông qua việc ban bổng lộc và đất đai. Edward tỏ ra quan tâm tới những chuyện vặt vãnh trong triều, tuy cũng, thỉnh thoảng bận tâm sâu sắc đến các vấn đề xảy ra trên nước Anh và trên lãnh địa rộng lớn của ông.
Khó khăn dai dẳng của Edward trong phần lớn thời gian ông cai trị là thiếu hụt tiền bạc, từ các khoản nợ ông phải nhận lãnh từ vua cha, khoảng 60.000 bảng và vẫn chưa trả hết tới những năm 1320. Nhà vua dùng nhiều thủ quỹ và quan chức tài chính khác, không nhiều người trong số họ tại vị được lâu, để tăng nguồn lợi qua nhiều thứ thuế mất lòng dân, và dùng quyền lực của mình để trưng dụng hàng hóa. Ông cũng có nhiều khoản vay, ban đầu là qua gia đình Frescobaldi, và sau đó thông qua quản lý ngân hàng Antonio Pessagno. Edward có một mối quan tâm mạnh mẽ trong vấn đề tài chính trong những năm cuối tại vị, ngờ vực cả các quan chức riêng của ông và cố gắng tăng doanh thu trực tiếp bằng cách giảm chi tiêu trong tư gia của mình.
Edward có trách nhiệm vận hành tư pháp triều đình thông qua mạng lưới thẩm phán và quan chức của ông. Không chắc chắn là Edward đặt quyền lợi cá nhân trong phán xét tư pháp đến mức độ nào, nhưng ông dường như có tư lợi cho mình ở một mức độ nhất định trong những năm đầu trên ngai, và ngày càng can thiệp sâu vào nền tư pháp sau năm 1322. Edward sử dụng nhiều quy định trong hệ thống Dân luật La Mã trong thời gian trị vì khi tranh luận để biện hộ cho những động cơ và ý chí của ông, khiến cho những người cảm thấy đây là sự rời bỏ những nguyên tắc cơ bản của Công Luật Anh chỉ trích. Nhiều nhân vật đương thời cũng lên tiếng chỉ trích Edward khi thấy ông dung dưỡng the Despensers lợi dụng hệ thống tư pháp triều đình cho mục đích riêng; Despensers dường như chắc chắn đã lũng đoạn hệ thống tư pháp, mặc dù hành vi này không rõ là sâu rộng đến đâu. Giữa những bất ổn chính trị, các băng nhóm vũ trang và bạo lực lan tràn khắp xứ Anh Cát Lợi trong thời gian cai trị của Edward, gây ra những náo loạn cho vị trí của nhiều quý tộc địa phương; nhiều khu vực ở xứ Ái Nhĩ Lan lâm vào tình trạng vô chính phủ.
Vai trò của Quốc hội tăng lên dưới triều đại Edward, trở thành nơi đưa ra các quyết sách và hồi đáp các kiến nghị, mặc dù như sử gia Claire Valente chú rằng, triệu tập Quốc hội "vẫn như tổ chức sự kiện". Sau năm 1311, Nghị viện bắt đầu được triệu tập, ngoài các nam tước, đại diện của giới hiệp sĩ và thị dân, thành phần mà sau này đã thiết lập nên "Viện thứ dân Anh Cát Lợi". Mặc dù Nghị viện thường chống đối các loại thuế mới, ý kiến chống đối mạnh mẽ Edward đa phần là từ các nam tước, chứ không phải chính Nghị viện, dù các nam tước tận dụng các kỳ họp Quốc hội để hợp pháp hóa các đòi hỏi chính trị lâu dài của họ. Sau nhiều năm đối kháng với Quốc hội, trong nửa cuối giai đoạn trị vì, Edward bắt đầu can thiệp vào cơ quan này để đạt được các mục tiêu chính trị của mình. Chuyện Edward bị phế truất năm 1327 vẫn chưa rõ là được gây ra bởi một Nghị viện được triệu tập chính thức hay chỉ đơn giản là bởi sự nhóm họp của các thành phần chính trị bên cạnh Nghị viện hiện tại.

### Vương cung

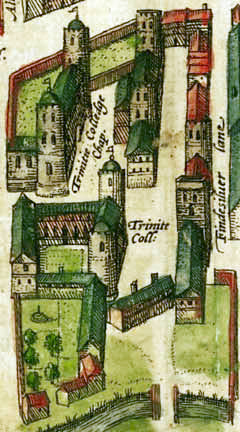
Một bản đồ năm 1575 chỉ ra vị trí của King's Hall (phía trên, bên trái) là cơ sở được Edward thành lập

Edward có một vương cung lưu động, di chuyển khắp đất nước theo chân Nhà vua. Khi ở Cung điện Westminster, hoàng cung có hai đại sảnh, bảy phòng ngủ và ba nhà nguyện, cùng với những phòng nhỏ nhỏ, nhưng, do cuộc xung đột với Scotland, hoàng cung lại dời về Yorkshire và Northumbria trong phần lớn thời gian diễn ra cuộc xung đột này. Chính giữa hoàng cung là tư thất của Edward, lần lượt được chia thành "đại sảnh" và "buồng ngủ"; quy mô tư thất của Edward thay đổi theo từng thời kỳ, vào năm 1317 là khoảng 500 strong, bao gồm các hiệp sĩ, cận vệ, đầu bếp và phu vận chuyển. Xung quanh tư thất của vua là đông các triều thần, và dường như cũng cuốn hút thành phần gái bán dâm và phạm nhân.
Âm nhạc và các ca đoàn rất phổ biến tại hoàng cung của Edward, tuy vậy, hoạt động săn bắt có vẻ không phải là thú tiêu khiển ưa chuộng, các sự kiện duyệt kỵ binh cũng ít được xem trọng. Edward thích những tòa dinh thự và các họa phẩm, nhưng không tỏ ra hứng thú với văn chương, nên các sáng tác văn học không được hỗ trợ nhiều. Các đĩa vàng và bạc, trang sức và vật dụng tráng men được sử dụng rộng rãi để trang trí cung điện thêm lộng lẫy. Edward nuôi một con lạc đà làm thú cưng, là người trẻ tuổi, ông dắt theo một con sư tử trong chiến dịch Scotland. Nhiều kiểu mua vui ngoại lai cũng được tổ chức trong cung của Edward: mời người dụ rắn đến từ Ý vào năm 1312, và đến năm sau thì cho mời 54 vũ công khỏa thân từ Pháp.

### Tôn giáo
Trong triều đại của mình, cách tiếp cận tôn giáo của Edward được xem là bình thường, nhà sử học Michael Prestwich mô tả ông là "một người có thái độ tôn giáo hoàn toàn theo thông lệ". Các nghi lễ tại nhà nguyện và bố thí tại hoàng cung được diễn ra hàng ngày, và Edward ban phước lành cho người bệnh, dù là ông cử hành các nghi thức ít hơn các vị tiên vương. Edward vẫn duy trì mối quan hệ thân thiết với các tu sĩ dòng Đa Minh, những người đã giáo dục ông, và ông đã làm theo lời khuyên của họ khi xin phép giáo hoàng cho lễ xức dầu Thánh Thomas thành Canterbury năm 1319; yêu cầu bị từ chối, khiến Nhà vua có chút bối rối. Edward ủng hộ việc mở rộng các trường đại học dưới thời của ông, thành lập King's Hall ở Cambridge để thúc đẩy giáo dục tôn giáo và luật dân sự, Oriel College ở Oxford và một đại học có thời gian tồn tại ngắn ngủi tại Dublin.
Edward có quan hệ tốt với Giáo hoàng Clêmentê V, mặc cho sự can thiệp thường xuyên của Nhà vua vào hoạt động của Giáo hội Anh, bao gồm cả trừng phạt các giám mục mà ông không hài lòng. Với sự ủng hộ của Clêmentê, Edward cố gắng kiếm sự hỗ trợ tài chính từ Giáo hội Anh cho các chiến dịch quân sự của ông ở Scotland, bao gồm cả đánh thuế và vay tiền từ các quỹ quyên góp ủng hộ các cuộc Thập tự chinh. Giáo hội Anh có tương đối ít hoặc chỉ có ảnh hưởng vừa phải lên hành vi của Edward của trong suốt triều đại ông, có thể bởi vì lợi ích cá nhân và mối quan tâm của các giám mục đối với sự bảo hộ dành cho họ.
Giáo hoàng Gioan XXII, tại vị từ năm 1316, tìm kiếm sự ủng hộ của Edward cho cuộc Thập tự chinh mới, và cũng có xu hướng ủng hộ ông về chính trị. Năm 1317, để đổi lấy sự ủng hộ của Giáo hoàng trong cuộc chiến ở Scotland, Edward đồng ý bắt đầu lại chuyện nộp triều cống thường niên để tỏ lòng tôn kính Giáo hoàng, điều mà ban đầu đã được Vua John đồng ý năm 1213; Edward sớm ngừng nộp thuế, tuy nhiên, Nhà vua không bao giờ bày lễ phiên thần, một phần khác của thỏa thuận năm 1213. Năm 1325, Edward đề nghị Giáo hoàng Gioan hướng dẫn Giáo hội Ireland công khai rao giảng ủng hộ quyền cai trị hòn đảo của ông, và đe dọa trừng phát những ai có ý kiến chống đối.

## Di sản

### Chép sử

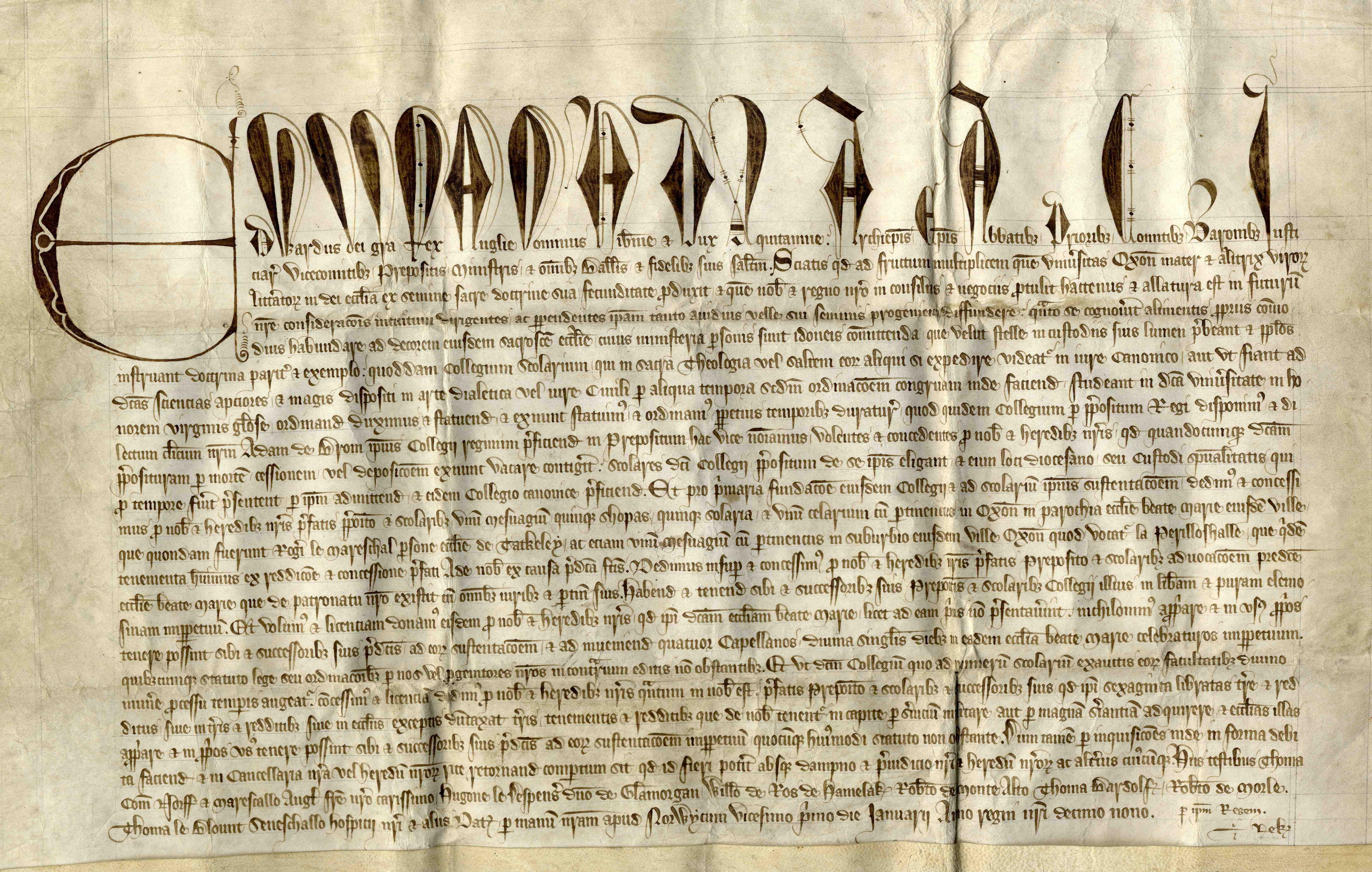
Hiến chương năm 1326 của trường Oriel College được Edward ban hành

Trong thời kỳ này, không biên niên sử gia nào hoàn toàn đáng tin cậy và bất thiên vị, công trình của họ được viết để phục vụ cho một động cơ nào đó, nhưng rõ ràng là hầu hết các biên niên sử gia có chỉ trích Edward nặng nề. Polychronicon, Vita Edwardi Secundi, Vita et Mors Edwardi Secundi và Gesta Edwardi de Carnarvon là những bản kết tội nhân cách, thói quen và việc kết giao bạn bè của Nhà vua. Nhiều ghi chép khác trong triều đại Edward cho thấy có những lời chỉ trích Edward đến từ những người đương thời, bao gồm Giáo hội và các thành viên trong chính hoàng cung của ông. Nhiều ca khúc chính trị viết về ông để chê trách những thất bại trong chiến tranh và triều đình áp bức của ông. Sau đó, vào thế kỷ XIV, một vài biên niên sử gia như Geoffrey le Baker và Thomas Ringstead có những động thái để phục hồi danh dự Edward, mô tả ông như một người tử đạo và có tiềm năng được phong thánh, mặc dù truyền thống này bị mất đi trong những năm sau đó.
Nghiên cứu của các sử gia thế kỉ XVI và XVII tập trung vào mối quan hệ của Edward với Gaveston, vẽ ra những so sánh giữa ngai vàng Edward với các sự kiện xung quanh mối quan hệ giữa Công tước xứ Épernon và Henri III của Pháp, và giữa Công tước xứ Buckingham và Charles I. Trong nửa đầu thế kỉ XIX, các nhà nghiên cứu lịch sử đại trà như Charles Dickens và Charles Knight phổ biến cuộc sống của Edward với công chúng thời Victoria, nhắm mạnh vào mối quan hệ giữa Nhà vua với các cận thần và, hơn thế nữa, ám chỉ đến chuyện tình cảm đồng giới mà ông có thể có. Từ những năm 1870 trở đi, tuy nhiên, các hội thảo của giới học giả về thiên hướng tình dục của Edward đã hạn chế đi vì sự thay đổi nhận thức của người Anh. Cho đến đầu thế kỉ XX, các trường học ở Anh vẫn được chính phủ khuyến cáo tránh thảo luận công khai về các mối quan hệ riêng tư của Edward trong các tiết học lịch sử. Quan điểm về thiên hướng tình dục của Edward tiếp tục thay đổi trong nhiều năm.
Cho đến cuối thế kỷ XIX, nhiều hồ sơ quốc gia thời kì này được mở ra cho các sử gia, trong đó có William Stubbs, Thomas Tout và J. C. Davies, những người chuyên nghiên cứu về sự phát triển của hệ thống hiến pháp và chính phủ Anh trong triều đại Edward. Mặc dù chỉ trích về những điều họ xem là thiếu tư cách làm vua của Edward, các sử gia này cũng nhìn thận sự vai trò của Nghị viện được tăng cao trong khi vương quyền cá nhân thời Edward II lại suy giảm, mà họ cho là sự phát triển tích cực. Trong thập niên 1970 người viết sử về triều Edward rời bỏ mô hình nghiên cứu này, được củng cố qua việc xuất bản thêm các bản ghi chép thời Edward trong giai đoạn 25 năm cuối thế kỉ XX. Công trình của Jeffrey Denton, Jeffrey Hamilton, John Maddicott và Seymour Phillips quay lại hướng tập trung về vai trò cá nhân các lãnh đạo trong các cuộc xung đột. Có những trường hợp ngoại lệ như công trình của Hilda Johnstone về những năm đầu vương triều Edward, và nghiên cứu của Natalie Fryde về những năm cuối của triều đại, trọng tâm của các nghiên cứu lịch sử có quy mô lớn trong những năm này là lên những yếu nhân khác hơn là chỉ về bản thân Edward, cho đến khi bản tiểu sử có quy mô khá lớn của Nhà vua được Roy Haines và Seymour Phillips xuất bản năm 2003 và 2011.

### Văn hóa đại chúng

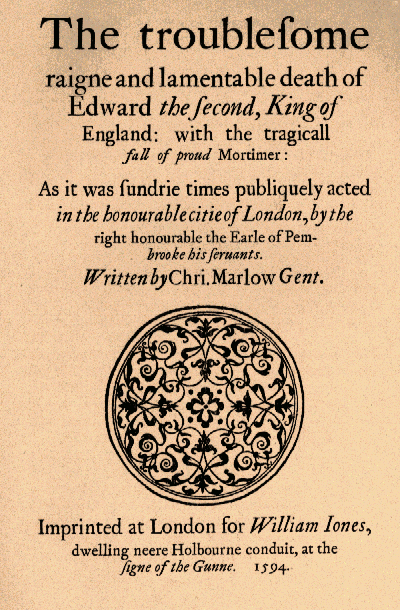
Bìa lót kịch bản vở Edward II xuất bản lần đầu năm 1594

Nhiều vở kịch đã khắc họa chân dung đương thời của Edward. Kịch bản của Christopher Marlowe được dựng thành vở Edward II được trình diễn lần đầu khoảng năm 1592 và tập trung vào mối quan hệ giữa Edward với Piers Gaveston, phản ánh mối quan tâm tồn tại ở thế kỉ XVI về quan hệ giữa quân vương và các sủng thần ái thiếp của họ. Marlowe mô tả cái chết của Edward là một vụ ám hại, khắc họa song song việc giết người và tử đạo; mặc dù kịch bản của Marlowe không mô tả bản chất thực sự của việc sát hại Edward, vở kịch thường được trình diễn theo quan điểm truyền thống, rằng Edward bị giết bằng một thanh sắt nóng đỏ. Nhân vật Edward trong vở kịch, đã được so sánh với những vị vua cùng thời với Marlowe là James VI của Scotland và Henri III của Pháp, có thể cũng chịu ảnh hưởng từ vở kịch Richard II của William Shakespeare. Vào thế kỉ XVII, nhà soạn kịch Ben Jonson cũng khai thác chủ đề này cho công trình dở dang của ông, Mortimer His Fall.
Nhà làm phim Derek Jarman chuyển thể kịch bản của Marlowe thành phim năm 1991, một phiên bản hậu hiện đại của vở kịch, lột tả Edward với hình ảnh một quân vương cường tráng với xu hướng tình dục đồng giới, và cuối cùng bị thua dưới tay những kẻ thù quyền lực. Trong phim của Jarman, Edward cuối cùng thoát ra khỏi cảnh giam cầm, theo như bức thư của Fieschi. Những hình ảnh phổ biến hiện nay của Edward được hình thành từ sự xuất hiện đầy tương phản của ông trong phim Braveheart của Mel Gibson năm 1995, khi ông bị mô tả là một người yếu đuối và thiên hướng tình dục được thể hiện đầy ẩn ý với hình ảnh mặc quần áo lụa và trang điểm đậm, xa lánh phụ nữ và không thể đối phó với quân của người Scot. Tác phẩm điện ảnh này nhận khá nhiều chỉ trích, về những bóp méo lịch sử và về chân dung một nhân vật đồng tính luyến ái khá tiêu cực.
Cuộc đời của Edward cũng là chủ đề được sử dụng rộng rãi trong các loại hình nghệ thuật khác. Đạo diễn David Bintley lấy cảm hứng từ vở kịch của Marlowe làm chất liệu cho vũ kịch ba lê Edward II, được trình diễn lần đầu năm 1995; âm nhạc vở ba lê này được dùng làm một phần của bản giao hưởng Edward II của nhà soạn nhạc John McCabe, phát hành năm 2000. Các tiểu thuyết như The Gascon của John Penford năm 1984 và Gaveston của Chris Hunt năm 1992 tập trung vào khía cạnh tình dục trong mối quan hệ giữa Edward và Gaveston, trong khi Gaveston của Stephanie Merritt năm 2002 truyền tải câu chuyện vào thế kỉ XX. Họa phẩm Edward II và Piers Gaveston của Marcus Stone đã thể hiện bóng gió mối quan hệ đồng giới giữa hai người, trong khi vẫn tránh tả điều này một cách lộ liễu; tác phẩm trưng bày đầu tiên tại Học viện hoàng gia năm 1872, nhưng lại bị gạt ra vào những thập niên sau do vấn đề đồng tính luyến ái trở nên nhạy cảm hơn.

## Con cái
Edward II có bốn con với Isabelle:

Huy hiệu của Edward trên cương vị quốc vương

1. Edward III của Anh (13 tháng 11 1312 – 21 tháng 6 1377). Kết hôn với Philippa xứ Hainault ngày 24 tháng 1 năm 1328 và có con.
2. John xứ Eltham (15 tháng 8 1316 – 13 tháng 9 1336). Không bao giờ kết hôn. Không có con.
3. Eleanor xứ Woodstock (18 tháng 6 1318 – 22 tháng 4 1355). Kết hôn với Reinoud II xứ Guelders vào tháng 5 năm 1332 và có con.
4. Joan của Tòa Tháp (5 tháng 7, 1321 – 7 tháng 9, 1362). Kết hôn với David II của Scotland ngày 17 tháng 7 năm 1328 và trở thành Hoàng hậu của người Scot nhưng không có con.

Edward cũng có một đứa con ngoại hôn là Adam FitzRoy (c. 1307–1322), người đồng hành với ông trong chiến dịch năm 1322 ở Scotland và chết không lâu sau đó.

## Tổ tiên
| \| \| \| \| \| \| \| \| \| \| \| \| \| \| \| \| \| 8. John Mất đất \| \| \| \| \| \| \| \| \| \| \| \| \| \| \| \| \| \| \| \| \| \| \| \| \| \| \| \| \| \| \| \| \| \| \| \| \| \| \| \| \| \| \| \| \| 4. Henry III của Anh \| \| \| \| \| \| \| \| \| \| \| \| \| \| \| \| \| \| \| \| \| \| \| \| \| \| \| \| \| \| \| \| \| \| \| \| \| \| \| \| \| \| \| \| \| 9. Isabelle I xứ Angoulême \| \| \| \| \| \| \| \| \| \| \| \| \| \| \| \| \| \| \| \| \| \| \| \| \| \| \| \| \| \| \| \| \| \| \| \| \| \| \| \| \| \| \| \| \| 2. Edward I của Anh \| \| \| \| \| \| \| \| \| \| \| \| \| \| \| \| \| \| \| \| \| \| \| \| \| \| \| \| \| \| \| \| \| \| \| \| \| \| \| \| \| \| \| \| \| 10. Ramon Berenguer IV, Bá tước Provence \| \| \| \| \| \| \| \| \| \| \| \| \| \| \| \| \| \| \| \| \| \| \| \| \| \| \| \| \| \| \| \| \| \| \| \| \| \| \| \| \| \| \| \| \| 5. Éléonore xứ Provence \| \| \| \| \| \| \| \| \| \| \| \| \| \| \| \| \| \| \| \| \| \| \| \| \| \| \| \| \| \| \| \| \| \| \| \| \| \| \| \| \| \| \| \| \| 11. Beatrice của Savoia \| \| \| \| \| \| \| \| \| \| \| \| \| \| \| \| \| \| \| \| \| \| \| \| \| \| \| \| \| \| \| \| \| \| \| \| \| \| \| \| \| \| \| \| \| 1. Edward II của Anh \| \| \| \| \| \| \| \| \| \| \| \| \| \| \| \| \| \| \| \| \| \| \| \| \| \| \| \| \| \| \| \| \| \| \| \| \| \| \| \| \| \| \| \| \| 12. Alfonso IX của León \| \| \| \| \| \| \| \| \| \| \| \| \| \| \| \| \| \| \| \| \| \| \| \| \| \| \| \| \| \| \| \| \| \| \| \| \| \| \| \| \| \| \| \| \| 6. Fernando III của Castilla \| \| \| \| \| \| \| \| \| \| \| \| \| \| \| \| \| \| \| \| \| \| \| \| \| \| \| \| \| \| \| \| \| \| \| \| \| \| \| \| \| \| \| \| \| 13. Berenguela I của Castilla \| \| \| \| \| \| \| \| \| \| \| \| \| \| \| \| \| \| \| \| \| \| \| \| \| \| \| \| \| \| \| \| \| \| \| \| \| \| \| \| \| \| \| \| \| 3. Leonor của Castilla \| \| \| \| \| \| \| \| \| \| \| \| \| \| \| \| \| \| \| \| \| \| \| \| \| \| \| \| \| \| \| \| \| \| \| \| \| \| \| \| \| \| \| \| \| 14. Simon de Dammartin, Bá tước Ponthieu \| \| \| \| \| \| \| \| \| \| \| \| \| \| \| \| \| \| \| \| \| \| \| \| \| \| \| \| \| \| \| \| \| \| \| \| \| \| \| \| \| \| \| \| \| 7. Jeanne xứ Dammartin \| \| \| \| \| \| \| \| \| \| \| \| \| \| \| \| \| \| \| \| \| \| \| \| \| \| \| \| \| \| \| \| \| \| \| \| \| \| \| \| \| \| \| \| \| 15. Marie xứ Ponthieu \| \| \| \| \| \| \| \| \| \| \| \| \| \| \| \| \| \| \| \| \| \| \| \| \| \| \| \| \| \| \| \| \| \| \| \| \| \| \| \| \| \| \| |                                          |  |  |  |  |  |  |  |  |  |  |  |  |
| |                                          |  |  |  |  |  |  |  |  |  |  |  |  |
| | 8. John Mất đất                          |  |  |  |  |  |  |  |  |  |  |  |  |
| |                                          |  |  |  |  |  |  |  |  |  |  |  |  |
| |                                          |  |  |  |  |  |  |  |  |  |  |  |  |
| | 4. Henry III của Anh                     |  |  |  |  |  |  |  |  |  |  |  |  |
| |                                          |  |  |  |  |  |  |  |  |  |  |  |  |
| |                                          |  |  |  |  |  |  |  |  |  |  |  |  |
| | 9. Isabelle I xứ Angoulême               |  |  |  |  |  |  |  |  |  |  |  |  |
| |                                          |  |  |  |  |  |  |  |  |  |  |  |  |
| |                                          |  |  |  |  |  |  |  |  |  |  |  |  |
| | 2. Edward I của Anh                      |  |  |  |  |  |  |  |  |  |  |  |  |
| |                                          |  |  |  |  |  |  |  |  |  |  |  |  |
| |                                          |  |  |  |  |  |  |  |  |  |  |  |  |
| | 10. Ramon Berenguer IV, Bá tước Provence |  |  |  |  |  |  |  |  |  |  |  |  |
| |                                          |  |  |  |  |  |  |  |  |  |  |  |  |
| |                                          |  |  |  |  |  |  |  |  |  |  |  |  |
| | 5. Éléonore xứ Provence                  |  |  |  |  |  |  |  |  |  |  |  |  |
| |                                          |  |  |  |  |  |  |  |  |  |  |  |  |
| |                                          |  |  |  |  |  |  |  |  |  |  |  |  |
| | 11. Beatrice của Savoia                  |  |  |  |  |  |  |  |  |  |  |  |  |
| |                                          |  |  |  |  |  |  |  |  |  |  |  |  |
| |                                          |  |  |  |  |  |  |  |  |  |  |  |  |
| | 1. Edward II của Anh                     |  |  |  |  |  |  |  |  |  |  |  |  |
| |                                          |  |  |  |  |  |  |  |  |  |  |  |  |
| |                                          |  |  |  |  |  |  |  |  |  |  |  |  |
| | 12. Alfonso IX của León                  |  |  |  |  |  |  |  |  |  |  |  |  |
| |                                          |  |  |  |  |  |  |  |  |  |  |  |  |
| |                                          |  |  |  |  |  |  |  |  |  |  |  |  |
| | 6. Fernando III của Castilla             |  |  |  |  |  |  |  |  |  |  |  |  |
| |                                          |  |  |  |  |  |  |  |  |  |  |  |  |
| |                                          |  |  |  |  |  |  |  |  |  |  |  |  |
| | 13. Berenguela I của Castilla            |  |  |  |  |  |  |  |  |  |  |  |  |
| |                                          |  |  |  |  |  |  |  |  |  |  |  |  |
| |                                          |  |  |  |  |  |  |  |  |  |  |  |  |
| | 3. Leonor của Castilla                   |  |  |  |  |  |  |  |  |  |  |  |  |
| |                                          |  |  |  |  |  |  |  |  |  |  |  |  |
| |                                          |  |  |  |  |  |  |  |  |  |  |  |  |
| | 14. Simon de Dammartin, Bá tước Ponthieu |  |  |  |  |  |  |  |  |  |  |  |  |
| |                                          |  |  |  |  |  |  |  |  |  |  |  |  |
| |                                          |  |  |  |  |  |  |  |  |  |  |  |  |
| | 7. Jeanne xứ Dammartin                   |  |  |  |  |  |  |  |  |  |  |  |  |
| |                                          |  |  |  |  |  |  |  |  |  |  |  |  |
| |                                          |  |  |  |  |  |  |  |  |  |  |  |  |
| | 15. Marie xứ Ponthieu                    |  |  |  |  |  |  |  |  |  |  |  |  |
| |                                          |  |  |  |  |  |  |  |  |  |  |  |  |
| |                                          |  |  |  |  |  |  |  |  |  |  |  |  |

## Chú giải
1. ↑  Không thể quy đổi chính xác các khoản tiền thời trung cổ ra mức giá tương đương hiện nay. Để tiện so sánh, cha của Edward, Edward I, chi khoảng £15.000 để xây dựng lâu đài và tường thành ở Conwy, trong khi thu nhập hàng năm của một quý tộc thế kỉ XIV như Richard le Scrope là khoảng £600 một năm.[11]
2. ↑  Edward II thuở thiếu thời được xem là không được giáo dục tốt, nguyên do chủ yếu là vì ông đã đọc tuyên thệ đăng quang bằng tiếng Pháp, thay vì tiếng La Tinh và vì ông có niềm say mê với thủ công nông nghiệp. Việc ông sử dụng tiếng Pháp trong lễ đăng quang không còn được xem là bằng chứng quan trọng để đánh cho trình độ học vấn của ông, nhưng các chứng cứ khác cũng không có nhiều. Việc hứng thú với nghề thủ công nông nghiệp không còn được coi là bằng chứng thuyết phục để nói rằng ông kém thông minh.[24]
3. ↑  Sử gia Seymour Phillips cho rằng có nhiều khả năng là Edward biết một ít tiếng La Tinh; Roy Haines thì không tin lắm vào khả năng này.[26]
4. ↑  Các tài liệu lịch sử trước đây về Edward cho rằng ông có thời thơ ấu không tốt đẹp vì thiếu gắn bó với người thân cũng như sự thiếu vắng tình cảm gia đình, ảnh hưởng đến tính cách và các rắc rối sau này của ông; mặc dù thân phụ ông, Edward I, vẫn được xem là đã được một người "nóng tính và đòi hỏi khắt khe", tuổi thơ của Edward trong thời kỳ đó không có gì bất thường, hoặc quá tách biệt.[28]
5. ↑  Tuy nhiên, nhà sử học Seymour Phillips chú rằng, có khá ít bằng chứng thuyết phục để chứng minh cho khẳng định của những người đương thời về thú vui thôn dã của Edward.[37]
6. ↑  Edward II faced criticism from contemporaries for favouring Gaveston above his half-brothers, although detailed research by Alison Marshall shows more generosity, Marshall arguing that "for once", Edward was criticised unfairly.[47]
7. ↑  Chiến dịch của người Anh năm 1306 ở Scotland bị coi là tàn bạo, và người viết niên sử William Rishanger buộc tội Hoàng tử Edward về trách nhiệm trong cuộc tấn công man rợ đối với người dân bản xứ, sử gia Seymour Phillips chú rằng nhiều chi tiết khác của Rishanger không chính xác, và nghi ngờ về những tuyên bố cực đoan trong niên sử.[60]
8. ↑  John Boswell có một lý luận nổi bật nhất về việc Edward và Gaveston có yêu nhau không. Jeffrey Hamilton cho rằng mối quan hệ này liên quan đến tình dục, nhưng có lẽ họ không công khai như vậy. Sử gia Michael Prestwich thiên về lập luận rằng Edward và Gaveston thân thiện với nhau như anh em kết nghĩa, nhưng với một "yếu tố tình dục" với cả điều này và quan hệ của Edward với Despenser; Roy Haines bắt chước phán quyết của Prestwich; Miri Rubin lập luận thiên về quan hệ bạn bè của họ, với một "mối quan hệ công việc rất mãnh liệt"; Seymour Phillips tin rằng có nhiều khả năng nhất là Edward coi Gaveston như anh trai kết nghĩa.[69]
9. ↑  Mặc dù Edward tấn phong Piers Gaveston làm bá tước của Cornwall của 1307, đại pháp quan của Edward từ chối công nhận ông ta cho đến năm 1309.[86]
10. ↑  Câu chuyện kể rằng Edward I đề nghị con trai thề là sẽ đun sôi cơ thể ông ta, chôn xác và mang theo xương trong chiến dịch ở Scotland là những chuyện đặt sau này.[89]
11. ↑  Điều này chưa rõ ràng rằng ai đã viết phần này của lời tuyên thệ đăng quang, hay những ý định của họ đến từ đâu. Những thảo luận trong lịch sử quanh lời tuyên thệ đăng quang bao gồm cả cuộc tranh luận về thì của cụm từ aura eslau, thứ sẽ làm thay đổi ý nghĩa của lời tuyên thệ từ ám chỉ những điều luật trong tương lai, một sự trình bày về sự tôn trọng pháp luật và phong tục đang tồn tại. Cũng chưa chắn rằng những thay đổi trong lời tuyên thệ đăng quang trong phạm vi nào được điều khiển bởi những bất đồng chính trị giữa Edward và các mang tước, hoặc tập trung cụ thể hơn về mối quan tâm đến vị trí của Gaveston.[100]
12. ↑  Quyền thừa kế de Clare thuộc về Gilbert de Clare, về sau là Bá tước Gloucester, người chết trận ở Bannockburn. Những tài sản này do đó được chia cho ba chị em gái, một trong số họ đã kết hôn với Hugh Despenser trẻ.[192]
13. ↑  Các luật sư của Edward đưa ra những lập luận khác nhau về cuộc tranh chấp với vua Pháp. Một phe lập luận là bắt nguồn từ hiệp ước năm 1259 được ký bởi ông nội của Edward, Henry III, theo đó Henry đã đồng ý làm lễ phiên thần cho vùng Gascony; các luật sư của Edward quan sát thấy rằng hiệp ước này, mà cơ sở là Hiệp ước năm 1303 với Pháp, là một thỏa thuận song phương giữa hai vị vua, chứ không phải là một thỏa thuận phong kiến thông thường. Như vậy, Edward thể hiện sự thần phục đối với Gascony là phụ thuộc ngai vàng Pháp đưa ra các cam kết của nó, chứ không phải là trách nhiệm tuyệt đối. Các luật sư của Edward cũng lập luận tằng Isabella có quyền kế thừa tiềm năng cho những vùng đất của phía nam theo luật của Pháp. Khi trao Gascony cho Isabella, Phillippe IV dường như là phân chia những vùng đất của ông, như là một phong thục vào thời điểm đó, chứ không phải là nhượng lại một cách có điều kiện, điều này có nghĩa Gascony là một thái ấp, tài sản cá nhân của Edward, và không phải tuân theo luật lệ của vua Pháp trong chuyện mang theo vũ khí hay tiền bạc.[250]
14. ↑  Không chắc chắn về lần đầu tiên Isabella gặp Mortimer, hay quan hệ của họ bắt đầu lúc nào. Sử gia Roy Haines nhấn mạnh về sự thiếu chứng cứ cho bất cứ quan hệ nào trước đó, trong khi Paul Doherty lập luận là không có bằng chứng cho thất họ có quan hệ thân mật với nhau trước tháng 12 năm 1325, mặc dù ông nghi ngờ là họ có thể đã là bạn bè từ 1323. Trong khi đồng ý rằng không có văn bản tài liệu có sẵn, Ian Mortimer mang một quan điểm cực đoan hơn, cho rằng Isabella và Mortimer gặp nhau sớm hơn nhiều, và Isabella đã giúp Mortimer trốn khỏi Tháp London năm 1323.[259]
15. ↑  Với bình luận có tính hoài nghi, xem Vivian Galbraith; May McKisack bảo lưu nhận định, chú rằng "nếu thực sự ông ấy tác giả của lời than khóc bằng tiếng Anglo-Norman mà người ta đã gán cho ông ấy, thì ông ấy phải biết gì đó về thi ca;" M. Smallwood cảm thấy rằng "nghi vấn về tác giả chưa được giải quyết"; Claire Valente viết "Tôi nghĩ rằng không chắc là Edward II đã viết bài thơ đó".[298]
16. ↑  Những diễn giải lịch sử chủ lưu về cái chết của Edward trong đó có của Seymour Phillips, người lập luận rằng "rất có khả năng ông ấy đã bị thủ tiêu, có thể là làm cho ngộp thở"; Roy Haines cho rằng Nhà vua có thể đã bị giết chết và "có không nhiều lý do để nghi ngờ rằng thi thể của Edward xứ Caernarfon vẫn ở Nhà thờ Gloucester và không bị di dời kể từ tháng 12 năm 1327 hoặc trong khoảng thời gian gần đó"; Mira Rubin, kết luận rằng Edward bị giết; Michael Prestwich, người "không nghi ngờ" rằng Mortimer đã lập kế hoạch hạ sát Edward II, và rằng ông "hầu như chắc chắn qua đời ở Berkeley"; Joe Burden, tin rằng Mortimer ra lệnh giết chết Edward, và Nhà vua được chôn cất tại Gloucester; Mark Ormrod, lập luận rằng Edward có thể đã bị giết, và được chôn tại Gloucester; Jeffrey Hamilton, tìm ra lập luận "tuyệt vời" rằng Edward sống sót khỏi tay Berkeley; và Chris Given-Wilson, tin rằng "gần như chắc chắn ... đúng" là Edward bị thủ tiêu và chết trong đêm 21 tháng 9.[303]
17. ↑  Thomas Berkeley được Edward III ân xá, sau khi ban bồi thẩm vào năm 1331 kết luận rằng ông không tham gia giết hại vị vua quá cố. Ban hội thẩm tương tự cho rằng William Ockley và Edward Gurney có liên quan cái chết của vua Edward II. Ockley không được nhắc tới nữa, nhưng Gurney bỏ trốn và bị truy nã khắp châu Âu, để rồi bị bắt ở Naples; ông chết khi bị đưa trở lại Anh. John Maltravers chưa chính thức bị buộc tội giết Edward II nhưng đã chạy đến lục địa châu Âu và từ đó liên lạc với Edward III, có thể là tiến hành một thỏa thuận cho những gì ông biết về sự kiện năm 1327; sau một thời gian sống lưu vong, ông cuối cùng được ân xá và được phép trở về Anh năm 1364.[306]
18. ↑  Nhà sử học Joel Burden giải thích rằng việc chôn cất Edward bị trì hoãn không phải là bất bình thường trong thời kỳ này, nhiều thành viên khác trong hoàng tộc, như hai trường hợp đương thời là Edward I và Isabella của Pháp, việc chôn cất cũng bị trì hoãn.[316]
19. ↑  Mặc dù cho đến thế kỉ XIV, việc chôn cất một quân vương Anh quốc ở Điện Westminster được xem là bình thường, thông lệ này vẫn chưa được xem là lễ nghi chính thức.[318]
20. ↑  Các học giả thời kỳ đầu cho rằng người nộm trong ngôi mộ là một tác phẩm điêu khắc tuyệt diệu, mặc dù các công trình gần đây chú trọng hơn về nét tương đồng của nó với Edward II.[326]
21. ↑  Những nguồn ban đầu hoặc không cho rằng Edward đã bị hạ sát, hoặc cho rằng ông bị bức tử do ngạt thở hoặc do bóp cổ. Các tài liệu tường thuật "hãm hiếp hậu môn" phổ biến thành công sớm nhất các thiên biên niên sử Brut và Polychronicon được soạn trong các giai đoạn tương ứng là giữa thập niên 1330 và trong thập niên 1340. Tiểu sử gia Seymour Phillips, chuyên nghiên cứu về Edward, cho rằng mặc dù câu chuyện sắt nóng có thể là sự thực, khả năng ông bị chết ngạt là cao hơn, ông cũng đặt những nghi ngại về sự tương đồng giữa giải trình về thanh sắt nóng đỏ với những tường thuật trước đó về cái chết của Vua Edmund Phi thường; những điểm giống nhau giữa các câu chuyện này cũng được Ian Mortimer và Pierre Chaplais nhấn mạnh. Tiểu sử gia khác cũng nghiên cứu về Edward, Roy Haines, cho biết không hề có bằng chứng nào về câu chuyện giùi nung. Ian Mortimer với lập luận Edward không bị giết trong năm 1327, đương nhiên cũng phủ nhận câu chuyện "hãm hiếp hậu môn". Paul Doherty chú rằng những sử gia hiện đại "không hoàn toàn tin tưởng những mô tả khủng khiếp về cái chết của Edward". Michael Prestwich chú giải là hầu hết câu chuyện của Geoffrey le Baker "tràn đầy hư cấu hơn là lịch sử", nhưng cũng chú thích rằng Edward "rất có thể" chết vì bị nhét một thanh sắt nóng đỏ.[336]
22. ↑  Đối với những phê bình đối với giả thuyết cho rằng Edward II sống sót khỏi ngục tù, xem bài phê bình của David Carpenter trong London Review of Books, và tiểu sử của Nhà vua viết bởi Roy Haines.[345]
23. ↑  Trong số báu vật bí truyền, Edward sở hữu một ấm nước, được thêu dệt là làm từ trứng của điểu sư.[368]
24. ↑  Sử gia Miri Rubin cho rằng sự thể hiện đó thiếu phong thái của một bậc quân vương. Sử gia Michael Prestwich chú rằng các sự kiện trong hoàng biểu thị "sự quá mức suy đồi, đúng theo lề thói của Nhà vua", nhưng tiếp tục rằng cung điện nhà vua thật sự "cổ hủ, và thậm chí là hơi u ám"; Seymour Phillips đặt câu hỏi liệu các vũ công người Pháp lõa thể là xa hoa thực sự hay đơn giản chỉ là nhằm phù hợp với văn hóa hoàng gia Pháp địa phương.[371]